# Serie A 2023-2024 (pallacanestro maschile)
La Serie A 2023-2024, denominata per ragioni di sponsorizzazione Serie A UnipolSai, è stata la centoduesima edizione del massimo campionato italiano di pallacanestro maschile. Il torneo è stato vinto dall'Olimpia Milano, al suo 31º titolo, che in finale ha battuto la Virtus Bologna.

## Stagione

### Novità
A sostituire la Pallacanestro Trieste 2004 e Scaligera Basket Verona, retrocesse in Serie A2 nella stagione precedente, vengono promosse la Guerino Vanoli Basket e Pistoia Basket 2000. Le due formazioni vincenti dei rispettivi gironi playoff del 2022-2023 di serie A2, sono state entrambe partecipanti nella massima serie in passato. Cremona ritorna nella massima serie dopo una stagione, mentre Pistoia partecipò per l'ultima volta  nella stagione 2019-2020, prima di chiedere l'autoretrocessione.

### Formula
Tra le novità decise dal Consiglio Federale vi è la riduzione del numero di gare per le finali scudetto che da 7 passano a 5 e la cessazione del tesseramento per gli atleti svincolati prima dell'inizio dei play-off.
La stagione regolare prevede che ogni squadra disputi 30 partite, giocando contro tutte le altre squadre due volte in un girone di andata ed uno di ritorno. Al termine verranno disputati dei play-off fra le migliori otto squadre in classifica. Al termine della stagione regolare le squadre classificate in 15ª e in 16ª posizione retrocederanno in Serie A2, mentre dalla serie cadetta saranno promosse due squadre, vincitrici dei due "gironi" dei play off (e finaliste del campionato).
Ad ogni squadra è concesso di avere in rosa 5 o 6 giocatori stranieri, scegliendo in alternativa una delle due seguenti soluzioni:
- massimo 5 giocatori stranieri provenienti da qualsiasi paese + almeno 5 giocatori di formazione italiana;
- 6 giocatori stranieri provenienti da qualsiasi paese + 6 giocatori di formazione italiana;

Scegliendo la formula del "5+5", la squadra accede ai premi distribuiti a fine anno; scegliendo invece la formula "6+6", il club non può competere per alcun premio e dovrà anche pagare una luxury-tax di 40.000 euro. La squadra che non iscrive a referto il numero minimo richiesto di giocatori di formazione italiana incorre a una sanzione di 50.000 euro e alla sconfitta a tavolino per 20-0.

### Stagione
Alla penultima giornata di ritorno, pur vincendo contro la Reyer Venezia, l'Happy Casa Brindisi retrocede, data l'assenza di scontri diretti a favore, in Serie A2 dopo dodici anni consecutivi nella massima serie. All'ultima giornata retrocede la Vuelle Pesaro, uscita sconfitta dal campo di Venezia. La retrocessione avviene dopo sedici stagioni in Serie A.
Con il risultato di 3-1 nella serie finale dei playoff, l'Olimpia Milano si aggiudica il terzo scudetto consecutivo, il trentunesimo della sua storia.

## Squadre partecipanti
| Squadra          | Stagione | Città         | Palazzetto                       | Stagione precedente                                  |
| ---------------- | -------- | ------------- | -------------------------------- | ---------------------------------------------------- |
| Aquila Trento    | dettagli | Trento        | Il T quotidiano Arena            | 6ª in Serie A                                        |
| Brescia          | dettagli | Brescia       | PalaLeonessa                     | 9ª in Serie A                                        |
| Derthona Basket  | dettagli | Tortona (AL)  | PalaFerraris (Casale Monferrato) | 3ª in Serie A                                        |
| Dinamo Sassari   | dettagli | Sassari       | PalaSerradimigni                 | 4ª in Serie A                                        |
| N.B. Brindisi    | dettagli | Brindisi      | PalaPentassuglia                 | 7ª in Serie A                                        |
| Napoli Basket    | dettagli | Napoli        | PalaBarbuto                      | 12ª in Serie A                                       |
| Olimpia Milano   | dettagli | Milano        | Mediolanum Forum (Assago)        | 1ª in Serie A, Campione                              |
| Pall. Reggiana   | dettagli | Reggio Emilia | PalaBigi                         | 14ª in Serie A                                       |
| Reyer Venezia    | dettagli | Venezia       | Palasport Taliercio              | 5ª in Serie A                                        |
| V.L. Pesaro      | dettagli | Pesaro        | Vitrifrigo Arena                 | 8ª in Serie A                                        |
| Pistoia Basket   | dettagli | Pistoia       | PalaCarrara                      | 3ª nel girone rosso in Serie A2, promossa ai playoff |
| Scafati Basket   | dettagli | Scafati (SA)  | PalaMangano                      | 10ª in Serie A                                       |
| Universo Treviso | dettagli | Treviso       | PalaVerde                        | 11ª in Serie A                                       |
| Vanoli Cremona   | dettagli | Cremona       | PalaRadi                         | 3ª nel girone verde in Serie A2, promossa ai playoff |
| Pall. Varese     | dettagli | Varese        | Palasport Lino Oldrini           | 13ª in Serie A                                       |
| Virtus Bologna   | dettagli | Bologna       | Virtus Segafredo Arena           | 2ª in Serie A                                        |

### Allenatori e primatisti
Ad inizio stagione sono sette le panchine che hanno cambiato volto; Paolo Galbiati viene preso dall'Aquila Trento dove l'uscente Emanuele Molin firma come vice allenatore alla Reyer Venezia, Francesco Vitucci firma a Treviso dopo cinque stagioni passati a Brindisi, che promuove Fabio Corbani come capo allenatore. Napoli e Reggio Emilia si affidano ad allenatori stranieri ripsettivamente Igor Miličić, allenatore anche della Nazionale Polacca, e Dīmītrīs Priftīs. A Pesaro con la rescissione di Jasmin Repeša viene scelto Maurizio Buscaglia in arrivo dal campionato israeliano. Tornano in serie A, insieme alle due promosse dalla Serie A2, Demis Cavina e Nicola Brienza.
| Squadra                | Allenatore                                                    | Capitano                                         | Cestista più presente                       | Miglior marcatore                   |
| ---------------------- | ------------------------------------------------------------- | ------------------------------------------------ | ------------------------------------------- | ----------------------------------- |
| Aquila Trento          | Paolo Galbiati                                                | Andrés Forray                                    | Andrés Forray Paul Biligha Derek Cooke (30) | Kamar Baldwin (376)                 |
| Pallacanestro Brescia  | Alessandro Magro                                              | Amedeo Della Valle                               | 4 giocatori (30)                            | Miro Bilan (392)                    |
| Derthona Basket        | Marco Ramondino (1ª-13ª) Walter De Raffaele (14ª-)            | Riccardo Tavernelli                              | Kyle Weems Tommaso Baldasso (30)            | Tommaso Baldasso (342)              |
| Dinamo Sassari         | Piero Bucchi (1ª-17ª) Nenad Marković (18ª)                    | Stefano Gentile (1ª-25ª) Eimantas Bendžius (25ª) | 4 giocatori (30)                            | Breein Tyree (389)                  |
| N.B. Brindisi          | Fabio Corbani (1ª-4ª) Marco Esposito (5ª) Dragan Šakota (6ª-) | Jajuan Johnson                                   | Nate Laszewski (30)                         | Xavier Sneed (437)                  |
| Napoli Basket          | / Igor Miličić                                                | Giovanni De Nicolao                              | 7 giocatori (30)                            | Jacob Pullen (440)                  |
| Olimpia Milano         | Ettore Messina                                                | Nicolò Melli                                     | Diego Flaccadori Nicolò Melli (28)          | Shavon Shields (336)                |
| Pallacanestro Reggiana | Dīmītrīs Priftīs                                              | Lorenzo Uglietti                                 | 5 giocatori (30)                            | Langston Galloway (506)             |
| Reyer Venezia          | Neven Spahija                                                 | Andrea De Nicolao                                | Amedeo Tessitori Davide Casarin (30)        | Rayjon Tucker (426)                 |
| V.L. Pesaro            | Maurizio Buscaglia (1ª-15ª) Romeo Sacchetti (16ª-)            | Matteo Tambone                                   | Trevon Bluiett Valerio Mazzola (30)         | Leonardo Totè (315)                 |
| Pistoia Basket 2000    | Nicola Brienza                                                | Gianluca Della Rosa                              | 6 giocatori (30)                            | Charlie Moore (523)                 |
| Scafati Basket         | Stefano Sacripanti (1ª-10ª) Matteo Boniciolli (11ª-)          | Riccardo Rossato                                 | Riccardo Rossato (29)                       | Kruize Pinkins (356)                |
| Universo Treviso       | Francesco Vitucci                                             | Alessandro Zanelli                               | Terry Allen Pauly Paulicap (30)             | Ky Bowman (378)                     |
| Vanoli Cremona         | Demis Cavina                                                  | Andrea Pecchia                                   | 6 giocatori (30)                            | Davide Denegri (336)                |
| Pallacanestro Varese   | Tom Bialaszewski                                              | Olivier Hanlan (1ª-20ª) Sean McDermott (20ª)     | Gabe Brown (30)                             | Olivier Hanlan Sean McDermott (374) |
| Virtus Bologna         | Luca Banchi                                                   | Marco Belinelli                                  | Daniel Hackett (29)                         | Marco Belinelli (388)               |

### Cambi di allenatore
| Squadra                   | Allenatore uscente | Motivo                  | Data             | Posto in classifica | Nuovo allenatore   | Data             |
| ------------------------- | ------------------ | ----------------------- | ---------------- | ------------------- | ------------------ | ---------------- |
| Happy Casa Brindisi       | Fabio Corbani      | Esonero                 | 22 ottobre 2023  | 16ª (0-4)           | Dragan Šakota      | 26 ottobre 2023  |
| Scafati Basket            | Stefano Sacripanti | Rescissione consensuale | 6 dicembre 2023  | 12ª (4-6)           | Matteo Boniciolli  | 6 dicembre 2023  |
| Bertram Tortona Derthona  | Marco Ramondino    | Esonero                 | 23 dicembre 2023 | 13ª (5-8)           | Walter De Raffaele | 26 dicembre 2023 |
| VL Pesaro                 | Maurizio Buscaglia | Esonero                 | 10 gennaio 2024  | 14ª (5-10)          | Romeo Sacchetti    | 10 gennaio 2024  |
| Banco di Sardegna Sassari | Piero Bucchi       | Esonero                 | 23 gennaio 2024  | 14ª (7-10)          | Nenad Marković     | 24 gennaio 2024  |

## Stagione regolare

### Classifica
Aggiornata al 5 maggio 2024.
|  | Pos. | Squadra                         | PT | G  | V  | P  | PF   | PS   | Dif  | SD             |
|  | ---- | ------------------------------- | -- | -- | -- | -- | ---- | ---- | ---- | -------------- |
|  | 1.   | Virtus Segafredo Bologna        | 44 | 30 | 22 | 8  | 2668 | 2305 | 363  | +7             |
|  | 2.   | EA7 Emporio Armani Milano       | 44 | 30 | 22 | 8  | 2412 | 2235 | 177  | -7             |
|  | 3.   | Germani Brescia                 | 42 | 30 | 21 | 9  | 2618 | 2353 | 265  |                |
|  | 4.   | Umana Reyer Venezia             | 38 | 30 | 19 | 11 | 2488 | 2356 | 132  |                |
|  | 5.   | UNAHOTELS Reggio Emilia         | 32 | 30 | 16 | 14 | 2403 | 2406 | -3   |                |
|  | 6.   | Estra Pistoia                   | 30 | 30 | 15 | 15 | 2432 | 2514 | -82  | +20            |
|  | 7.   | Dolomiti Energia Trentino       | 30 | 30 | 15 | 15 | 2498 | 2557 | -59  | -20            |
|  | 8.   | Bertram Yachts Derthona Tortona | 28 | 30 | 14 | 16 | 2411 | 2378 | 33   | 3-1 (+57)      |
|  | 9.   | GeVi Napoli                     | 28 | 30 | 14 | 16 | 2587 | 2613 | -26  | 3-1 (+10)      |
|  | 10.  | Banco di Sardegna Sassari       | 28 | 30 | 14 | 16 | 2394 | 2482 | -88  | 0-4 (-67)      |
|  | 11.  | Vanoli Basket Cremona           | 24 | 30 | 12 | 18 | 2406 | 2389 | 17   | 3-3 (+8) / 2-0 |
|  | 12.  | Givova Scafati                  | 24 | 30 | 12 | 18 | 2481 | 2626 | -145 | 3-3 (+8) / 0-2 |
|  | 13.  | NutriBullet Treviso Basket      | 24 | 30 | 12 | 18 | 2434 | 2545 | -111 | 3-3 (+1)       |
|  | 14.  | Openjobmetis Varese             | 24 | 30 | 12 | 18 | 2618 | 2702 | -84  | 3-3 (-17)      |
|  | 15.  | Carpegna Prosciutto Pesaro      | 20 | 30 | 10 | 20 | 2417 | 2626 | -209 | 2-0            |
|  | 16.  | Happy Casa Brindisi             | 20 | 30 | 10 | 20 | 2275 | 2455 | -180 | 0-2            |

Legenda:
      Ammesse ai playoff scudetto.
      Retrocesse in Serie A2
  Vincitrice del campionato italiano
  Vincitrice della Supercoppa italiana 2023
  Vincitrice della Coppa Italia 2024
Note:
In caso di parità tra due squadre si considera la differenza canestri degli scontri diretti, in caso di scarto nullo si considera il coefficiente canestri (PF/PS). In caso di parità tra tre o più squadre si procede al calcolo della classifica avulsa, prendendo in considerazione come primo elemento il totale degli scontri diretti tra le squadre interne alla classifica avulsa, in caso di parità interna tra due squadre si prosegue con le regole per la parità tra due squadre.

### Tabellone
Aggiornato al 5 maggio 2024.
|               | BOV    | BRE     | BRI    | CRE     | MIL   | NAP    | PES    | PIS    | REG    | SAS    | SCA     | TNT    | TOR   | TRV    | VAR    | VEN    |
| ------------- | ------ | ------- | ------ | ------- | ----- | ------ | ------ | ------ | ------ | ------ | ------- | ------ | ----- | ------ | ------ | ------ |
| Bologna       | —      | 88–76   | 103–76 | 93–85   | 84–75 | 101–89 | 83–66  | 93–100 | 83–73  | 80–66  | 94–67   | 108–61 | 99–70 | 91–77  | 115–84 | 84–85  |
| Brescia       | 73–87  | —       | 94–75  | 84–75   | 72–64 | 80–71  | 81–79  | 109–90 | 86–63  | 110–65 | 89–78   | 82–90  | 72–65 | 88–67  | 116–73 | 90–84  |
| Brindisi      | 83–75  | 88–79   | —      | 79–76   | 57–87 | 77–80  | 68–81  | 72–78  | 63–87  | 70–76  | 98–103  | 89–82  | 77–86 | 93–75  | 86–81  | 84–80  |
| Cremona       | 93–83  | 84–77   | 75–58  | —       | 72–73 | 90–83  | 96–69  | 67–74  | 91–95  | 86–74  | 68–63   | 99–80  | 83–67 | 70–76  | 82–83  | 92–90  |
| Milano        | 82–80  | 83–77   | 69–55  | 74–51   | —     | 86–84  | 82–90  | 81–86  | 79–68  | 80–65  | 99–77   | 91–86  | 83–82 | 86–80  | 94–63  | 95–72  |
| Napoli        | 75–88  | 83–104  | 90–71  | 80–70   | 77–68 | —      | 93–75  | 93–95  | 87–89  | 88–79  | 102–92  | 93–103 | 81–76 | 95–81  | 97–96  | 90–97  |
| Pesaro        | 87–86  | 93–83   | 78–86  | 91–86   | 65–85 | 77–97  | —      | 89–82  | 69–87  | 69–79  | 103–107 | 74–87  | 96–92 | 95–76  | 81–88  | 64–76  |
| Pistoia       | 70–91  | 72–84   | 90–96  | 64–60   | 72–78 | 81–76  | 73–74  | —      | 83–82  | 68–63  | 78–71   | 73–78  | 84–71 | 83–84  | 78–96  | 85–77  |
| Reggio Emilia | 72–66  | 70–77   | 74–66  | 78–71   | 68–72 | 88–74  | 101–68 | 95–82  | —      | 77–59  | 85–77   | 77–75  | 77–90 | 90–83  | 113–80 | 77–60  |
| Sassari       | 93–88  | 106–101 | 84–81  | 86–80   | 89–83 | 90–111 | 91–96  | 107–69 | 95–63  | —      | 79–76   | 80–73  | 74–94 | 80–76  | 88–112 | 62–73  |
| Scafati       | 75–81  | 83–89   | 76–84  | 112–122 | 77–68 | 91–85  | 83–82  | 85–77  | 102–76 | 74–99  | —       | 75–62  | 94–91 | 95–93  | 102–90 | 66–95  |
| Trento        | 75–90  | 69–83   | 81–71  | 91–84   | 74–79 | 101–94 | 109–82 | 80–105 | 98–88  | 87–76  | 84–79   | —      | 83–81 | 82–85  | 90–84  | 106–79 |
| Tortona       | 77–84  | 59–87   | 69–68  | 87–76   | 75–79 | 97–72  | 94–76  | 97–100 | 93–64  | 79–62  | 89–52   | 83–80  | —     | 68–82  | 90–83  | 75–69  |
| Treviso       | 61–100 | 71–99   | 86–60  | 78–71   | 89–91 | 76–79  | 93–89  | 86–89  | 71–63  | 77–70  | 87–97   | 86–78  | 87–74 | —      | 96–101 | 77–82  |
| Varese        | 69–81  | 92–95   | 81–73  | 68–75   | 70–74 | 113–79 | 91–80  | 83–82  | 116–93 | 90–79  | 94–93   | 84–85  | 78–80 | 95–100 | —      | 92–103 |
| Venezia       | 70–89  | 86–71   | 79–71  | 79–76   | 78–72 | 81–89  | 91–79  | 96–69  | 90–70  | 71–78  | 83–59   | 93–68  | 76–60 | 91–78  | 102–88 | —      |

### Punteggi in divenire
Aggiornati al 5 maggio 2024.
|                                 | 1ª | 2ª | 3ª | 4ª | 5ª | 6ª | 7ª | 8ª | 9ª | 10ª | 11ª | 12ª | 13ª | 14ª | 15ª | 16ª | 17ª | 18ª | 19ª | 20ª | 21ª | 22ª | 23ª | 24ª | 25ª | 26ª | 27ª | 28ª | 29ª | 30ª |
| ------------------------------- | -- | -- | -- | -- | -- | -- | -- | -- | -- | --- | --- | --- | --- | --- | --- | --- | --- | --- | --- | --- | --- | --- | --- | --- | --- | --- | --- | --- | --- | --- |
| Virtus Segafredo Bologna        | 2  | 4  | 6  | 8  | 10 | 10 | 12 | 14 | 14 | 16  | 16  | 16  | 18  | 20  | 20  | 22  | 24  | 26  | 28  | 30  | 30  | 32  | 32  | 34  | 34  | 36  | 38  | 40  | 42  | 44  |
| Germani Brescia                 | 2  | 4  | 6  | 8  | 8  | 10 | 12 | 12 | 14 | 16  | 18  | 20  | 20  | 22  | 22  | 24  | 26  | 28  | 30  | 32  | 32  | 34  | 34  | 34  | 36  | 38  | 40  | 40  | 40  | 42  |
| Happy Casa Brindisi             | 0  | 0  | 0  | 0  | 0  | 0  | 0  | 0  | 2  | 2   | 4   | 4   | 4   | 4   | 6   | 6   | 6   | 8   | 8   | 8   | 10  | 10  | 12  | 14  | 14  | 16  | 16  | 18  | 20  | 20  |
| Vanoli Basket Cremona           | 0  | 2  | 2  | 2  | 4  | 6  | 6  | 8  | 8  | 10  | 10  | 12  | 12  | 14  | 14  | 16  | 16  | 16  | 16  | 18  | 18  | 18  | 18  | 20  | 20  | 22  | 22  | 24  | 24  | 24  |
| EA7 Emporio Armani Milano       | 2  | 2  | 4  | 6  | 6  | 8  | 8  | 10 | 10 | 10  | 12  | 14  | 16  | 16  | 18  | 20  | 22  | 24  | 26  | 28  | 30  | 30  | 30  | 32  | 34  | 36  | 38  | 40  | 42  | 44  |
| GeVi Napoli                     | 2  | 4  | 4  | 6  | 6  | 8  | 10 | 12 | 14 | 14  | 14  | 14  | 14  | 16  | 18  | 20  | 22  | 22  | 22  | 22  | 24  | 24  | 24  | 24  | 24  | 24  | 26  | 26  | 26  | 28  |
| Carpegna Prosciutto Pesaro      | 0  | 0  | 2  | 2  | 4  | 4  | 6  | 6  | 8  | 8   | 8   | 10  | 10  | 10  | 10  | 10  | 10  | 10  | 10  | 10  | 12  | 12  | 14  | 14  | 14  | 16  | 18  | 18  | 20  | 20  |
| Estra Pistoia                   | 0  | 0  | 0  | 0  | 2  | 4  | 4  | 6  | 8  | 10  | 12  | 12  | 12  | 14  | 16  | 16  | 18  | 18  | 18  | 18  | 20  | 22  | 24  | 24  | 26  | 28  | 28  | 28  | 30  | 30  |
| UNAHOTELS Reggio Emilia         | 2  | 4  | 4  | 6  | 8  | 8  | 10 | 10 | 10 | 12  | 14  | 14  | 16  | 16  | 18  | 18  | 20  | 20  | 22  | 22  | 24  | 24  | 26  | 28  | 28  | 28  | 30  | 30  | 32  | 32  |
| Banco di Sardegna Sassari       | 0  | 0  | 2  | 2  | 2  | 2  | 4  | 4  | 6  | 8   | 8   | 10  | 10  | 10  | 12  | 14  | 14  | 14  | 16  | 16  | 18  | 20  | 22  | 22  | 24  | 24  | 24  | 24  | 26  | 28  |
| Givova Scafati                  | 0  | 0  | 2  | 4  | 4  | 6  | 8  | 8  | 8  | 8   | 8   | 10  | 12  | 14  | 14  | 16  | 16  | 18  | 20  | 20  | 20  | 20  | 22  | 22  | 22  | 22  | 24  | 24  | 24  | 24  |
| Dolomiti Energia Trentino       | 2  | 4  | 4  | 6  | 8  | 10 | 10 | 12 | 12 | 14  | 16  | 16  | 18  | 18  | 18  | 18  | 18  | 18  | 20  | 20  | 20  | 22  | 22  | 24  | 26  | 26  | 28  | 30  | 30  | 30  |
| Bertram Yachts Derthona Tortona | 0  | 2  | 4  | 4  | 6  | 6  | 6  | 8  | 10 | 10  | 10  | 10  | 10  | 10  | 12  | 12  | 14  | 16  | 18  | 20  | 20  | 22  | 22  | 24  | 26  | 26  | 26  | 28  | 28  | 28  |
| NutriBullet Treviso Basket      | 0  | 0  | 0  | 0  | 0  | 0  | 0  | 0  | 0  | 2   | 4   | 6   | 8   | 8   | 8   | 8   | 10  | 10  | 10  | 12  | 12  | 14  | 16  | 18  | 20  | 20  | 20  | 20  | 22  | 24  |
| Openjobmetis Varese             | 2  | 2  | 2  | 2  | 2  | 4  | 4  | 6  | 6  | 6   | 6   | 6   | 8   | 10  | 12  | 12  | 12  | 14  | 14  | 16  | 16  | 18  | 18  | 18  | 18  | 20  | 20  | 22  | 22  | 24  |
| Umana Reyer Venezia             | 2  | 4  | 6  | 8  | 10 | 10 | 12 | 12 | 14 | 14  | 16  | 18  | 20  | 22  | 22  | 24  | 24  | 26  | 26  | 28  | 30  | 30  | 32  | 32  | 34  | 34  | 34  | 36  | 36  | 38  |

Legenda:
Si assegnano due punti per vittoria e zero per sconfitta, non è contemplato il pareggio.
      Vittoria
      Sconfitta
      Annullata

### Calendario
Aggiornato al 5 maggio 2024.

#### Girone di andata
|          | 1ª giornata                                            |        |
|          |                                                        |        |
| 30 sett. | Dolomiti Energia Trentino - Vanoli Basket Cremona      | 91-84  |
| 1 ott.   | Umana Reyer Venezia - Bertram Derthona Tortona         | 76-60  |
| 1 ott.   | Germani Brescia - Carpegna Prosciutto Pesaro           | 81-79  |
| 1 ott.   | Banco di Sardegna Sassari - Gevi Napoli Basket         | 90-111 |
| 1 ott.   | EA7 Emporio Armani Milano - NutriBullet Treviso Basket | 86-80  |
| 1 ott.   | Givova Scafati Basket - Virtus Segafredo Bologna       | 75-81  |
| 4 ott.   | Openjobmetis Varese - Estra Pistoia                    | 83-82  |
| 4 ott.   | Happy Casa Brindisi - UNAHOTELS Reggio Emilia          | 63-87  |

|        | 2ª giornata                                       |        |
|        |                                                   |        |
| 7 ott. | Nutribullet Treviso Basket - Germani Brescia      | 71-99  |
| 8 ott. | Gevi Napoli Basket - EA7 Emporio Armani Milano    | 77-68  |
| 8 ott. | UNAHOTELS Reggio Emilia - Givova Scafati          | 85-77  |
| 8 ott. | Estra Pistoia - Dolomiti Energia Trentino         | 73-78  |
| 8 ott. | Vanoli Basket Cremona - Banco di Sardegna Sassari | 86-74  |
| 8 ott. | Bertram Derthona Tortona - Happy Casa Brindisi    | 69-68  |
| 8 ott. | Virtus Segafredo Bologna - Openjobmetis Varese    | 115-84 |
| 8 ott. | Carpegna Prosciutto Pesaro - Umana Reyer Venezia  | 64-76  |

|         | 3ª giornata                                            |       |
|         |                                                        |       |
| 14 ott. | EA7 Emporio Armani Milano - UNAHOTELS Reggio Emilia    | 79-68 |
| 14 ott. | Banco di Sardegna Sassari - NutriBullet Treviso Basket | 80-76 |
| 14 ott. | Happy Casa Brindisi - Carpegna Prosciutto Pesaro       | 68-81 |
| 14 ott. | Umana Reyer Venezia - Vanoli Basket Cremona            | 79-76 |
| 15 ott. | Germani Brescia - GeVi Napoli Basket                   | 80-71 |
| 15 ott. | Dolomiti Energia Trentino - Virtus Segafredo Bologna   | 75-90 |
| 15 ott. | Givova Scafati - Estra Pistoia                         | 85-77 |
| 15 ott. | Openjobmetis Varese - Bertram Derthona Tortona         | 78-80 |

|          | 1ª giornata                                            |        |
|          |                                                        |        |
| 30 sett. | Dolomiti Energia Trentino - Vanoli Basket Cremona      | 91-84  |
| 1 ott.   | Umana Reyer Venezia - Bertram Derthona Tortona         | 76-60  |
| 1 ott.   | Germani Brescia - Carpegna Prosciutto Pesaro           | 81-79  |
| 1 ott.   | Banco di Sardegna Sassari - Gevi Napoli Basket         | 90-111 |
| 1 ott.   | EA7 Emporio Armani Milano - NutriBullet Treviso Basket | 86-80  |
| 1 ott.   | Givova Scafati Basket - Virtus Segafredo Bologna       | 75-81  |
| 4 ott.   | Openjobmetis Varese - Estra Pistoia                    | 83-82  |
| 4 ott.   | Happy Casa Brindisi - UNAHOTELS Reggio Emilia          | 63-87  |

|        | 2ª giornata                                       |        |
|        |                                                   |        |
| 7 ott. | Nutribullet Treviso Basket - Germani Brescia      | 71-99  |
| 8 ott. | Gevi Napoli Basket - EA7 Emporio Armani Milano    | 77-68  |
| 8 ott. | UNAHOTELS Reggio Emilia - Givova Scafati          | 85-77  |
| 8 ott. | Estra Pistoia - Dolomiti Energia Trentino         | 73-78  |
| 8 ott. | Vanoli Basket Cremona - Banco di Sardegna Sassari | 86-74  |
| 8 ott. | Bertram Derthona Tortona - Happy Casa Brindisi    | 69-68  |
| 8 ott. | Virtus Segafredo Bologna - Openjobmetis Varese    | 115-84 |
| 8 ott. | Carpegna Prosciutto Pesaro - Umana Reyer Venezia  | 64-76  |

|         | 3ª giornata                                            |       |
|         |                                                        |       |
| 14 ott. | EA7 Emporio Armani Milano - UNAHOTELS Reggio Emilia    | 79-68 |
| 14 ott. | Banco di Sardegna Sassari - NutriBullet Treviso Basket | 80-76 |
| 14 ott. | Happy Casa Brindisi - Carpegna Prosciutto Pesaro       | 68-81 |
| 14 ott. | Umana Reyer Venezia - Vanoli Basket Cremona            | 79-76 |
| 15 ott. | Germani Brescia - GeVi Napoli Basket                   | 80-71 |
| 15 ott. | Dolomiti Energia Trentino - Virtus Segafredo Bologna   | 75-90 |
| 15 ott. | Givova Scafati - Estra Pistoia                         | 85-77 |
| 15 ott. | Openjobmetis Varese - Bertram Derthona Tortona         | 78-80 |

|         | 4ª giornata                                          |               |
|         |                                                      |               |
| 21 ott. | Vanoli Basket Cremona - UNAHOTELS Reggio Emilia      | 91-95         |
| 22 ott. | Openjobmetis Varese - Dolomiti Energia Trentino      | 84-85         |
| 22 ott. | NutriBullet Treviso Basket - Umana Reyer Venezia     | 77-82         |
| 22 ott. | GeVi Napoli - Happy Casa Brindisi                    | 90-71         |
| 22 ott. | Bertram Derthona Tortona - EA7 Emporio Armani Milano | 75-79         |
| 22 ott. | Carpegna Prosciutto Pesaro - Givova Scafati          | 103-107 (dts) |
| 22 ott. | Estra Pistoia - Germani Brescia                      | 72-84         |
| 22 ott. | Virtus Segafredo Bologna - Banco di Sardegna Sassari | 80-66         |

|         | 5ª giornata                                            |               |
|         |                                                        |               |
| 28 ott. | Germani Brescia - Dolomiti Energia Trentino            | 82-90         |
| 28 ott. | Banco di Sardegna Sassari - Bertram Derthona Tortona   | 74-94         |
| 29 ott. | Givova Scafati - Vanoli Basket Cremona                 | 112-122 (dts) |
| 29 ott. | EA7 Emporio Armani Milano - Carpegna Prosciutto Pesaro | 82-90         |
| 29 ott. | Happy Casa Brindisi - Estra Pistoia                    | 72-78         |
| 29 ott. | Umana Reyer Venezia - Openjobmetis Varese              | 102-88        |
| 29 ott. | UNAHOTELS Reggio Emilia - NutriBullet Treviso Basket   | 90-83         |
| 30 ott. | GeVi Napoli Basket - Virtus Segafredo Bologna          | 75-88         |

|        | 6ª giornata                                         |       |
|        |                                                     |       |
| 4 nov. | Carpegna Prosciutto Pesaro - GeVi Napoli Basket     | 77-97 |
| 5 nov. | Estra Pistoia - Umana Reyer Venezia                 | 85-77 |
| 5 nov. | Happy Casa Brindisi - EA7 Emporio Armani Milano     | 57-87 |
| 5 nov. | Bertram Derthona Tortona - Germani Brescia          | 59-87 |
| 5 nov. | NutriBullet Treviso Basket - Givova Scafati         | 87-97 |
| 5 nov. | Dolomiti Energia Trentino - UNAHOTELS Reggio Emilia | 98-88 |
| 5 nov. | Openjobmetis Varese - Banco di Sardegna Sassari     | 90-79 |
| 5 nov. | Vanoli Basket Cremona - Virtus Segafredo Bologna    | 93-83 |

|         | 4ª giornata                                          |               |
|         |                                                      |               |
| 21 ott. | Vanoli Basket Cremona - UNAHOTELS Reggio Emilia      | 91-95         |
| 22 ott. | Openjobmetis Varese - Dolomiti Energia Trentino      | 84-85         |
| 22 ott. | NutriBullet Treviso Basket - Umana Reyer Venezia     | 77-82         |
| 22 ott. | GeVi Napoli - Happy Casa Brindisi                    | 90-71         |
| 22 ott. | Bertram Derthona Tortona - EA7 Emporio Armani Milano | 75-79         |
| 22 ott. | Carpegna Prosciutto Pesaro - Givova Scafati          | 103-107 (dts) |
| 22 ott. | Estra Pistoia - Germani Brescia                      | 72-84         |
| 22 ott. | Virtus Segafredo Bologna - Banco di Sardegna Sassari | 80-66         |

|         | 5ª giornata                                            |               |
|         |                                                        |               |
| 28 ott. | Germani Brescia - Dolomiti Energia Trentino            | 82-90         |
| 28 ott. | Banco di Sardegna Sassari - Bertram Derthona Tortona   | 74-94         |
| 29 ott. | Givova Scafati - Vanoli Basket Cremona                 | 112-122 (dts) |
| 29 ott. | EA7 Emporio Armani Milano - Carpegna Prosciutto Pesaro | 82-90         |
| 29 ott. | Happy Casa Brindisi - Estra Pistoia                    | 72-78         |
| 29 ott. | Umana Reyer Venezia - Openjobmetis Varese              | 102-88        |
| 29 ott. | UNAHOTELS Reggio Emilia - NutriBullet Treviso Basket   | 90-83         |
| 30 ott. | GeVi Napoli Basket - Virtus Segafredo Bologna          | 75-88         |

|        | 6ª giornata                                         |       |
|        |                                                     |       |
| 4 nov. | Carpegna Prosciutto Pesaro - GeVi Napoli Basket     | 77-97 |
| 5 nov. | Estra Pistoia - Umana Reyer Venezia                 | 85-77 |
| 5 nov. | Happy Casa Brindisi - EA7 Emporio Armani Milano     | 57-87 |
| 5 nov. | Bertram Derthona Tortona - Germani Brescia          | 59-87 |
| 5 nov. | NutriBullet Treviso Basket - Givova Scafati         | 87-97 |
| 5 nov. | Dolomiti Energia Trentino - UNAHOTELS Reggio Emilia | 98-88 |
| 5 nov. | Openjobmetis Varese - Banco di Sardegna Sassari     | 90-79 |
| 5 nov. | Vanoli Basket Cremona - Virtus Segafredo Bologna    | 93-83 |

|         | 7ª giornata                                           |       |
|         |                                                       |       |
| 11 nov. | Virtus Segafredo Bologna - NutriBullet Treviso Basket | 91-77 |
| 11 nov. | Gevi Napoli Basket - Openjobmetis Varese              | 97-96 |
| 12 nov. | Banco di Sardegna Sassari - Dolomiti Energia Trentino | 80-73 |
| 12 nov. | Givova Scafati - EA7 Emporio Armani Milano            | 77-68 |
| 12 nov. | Umana Reyer Venezia - Happy Casa Brindisi             | 79-71 |
| 12 nov. | Carpegna Prosciutto Pesaro - Bertram Derthona Tortona | 96-92 |
| 12 nov. | UNAHOTELS Reggio Emilia - Estra Pistoia               | 95-82 |
| 12 nov. | Germani Brescia - Vanoli Basket Cremona               | 84-75 |

|         | 8ª giornata                                        |       |
|         |                                                    |       |
| 18 nov. | Dolomiti Energia Trentino - Happy Casa Brindisi    | 81-71 |
| 19 nov. | Estra Pistoia - Banco di Sardegna Sassari          | 68-63 |
| 19 nov. | NutriBullet Treviso Basket - GeVi Napoli Basket    | 76-79 |
| 19 nov. | Openjobmetis Varese - Givova Scafati               | 94-93 |
| 19 nov. | UNAHOTELS Reggio Emilia - Bertram Derthona Tortona | 77-90 |
| 19 nov. | EA7 Emporio Armani Milano - Umana Reyer Venezia    | 95-72 |
| 19 nov. | Vanoli Basket Cremona - Carpegna Prosciutto Pesaro | 96-69 |
| 20 nov. | Virtus Segafredo Bologna - Germani Brescia         | 88-76 |

|         | 9ª giornata                                             |             |
|         |                                                         |             |
| 25 nov. | Banco di Sardegna Sassari - Givova Scafati              | 79-76       |
| 26 nov. | Umana Reyer Venezia - UNAHOTELS Reggio Emilia           | 90-70       |
| 26 nov. | EA7 Emporio Armani Milano - Estra Pistoia               | 81-86       |
| 26 nov. | Happy Casa Brindisi - Virtus Segafredo Bologna          | 83-75       |
| 26 nov. | GeVi Napoli Basket - Vanoli Basket Cremona              | 80-70       |
| 26 nov. | Germani Brescia - Openjobmetis Varese                   | 116-73      |
| 26 nov. | Carpegna Prosciutto Pesaro - NutriBullet Treviso Basket | 95-76       |
| 26 nov. | Bertram Derthona Tortona - Dolomiti Energia Trentino    | 83-80 (dts) |

|         | 7ª giornata                                           |       |
|         |                                                       |       |
| 11 nov. | Virtus Segafredo Bologna - NutriBullet Treviso Basket | 91-77 |
| 11 nov. | Gevi Napoli Basket - Openjobmetis Varese              | 97-96 |
| 12 nov. | Banco di Sardegna Sassari - Dolomiti Energia Trentino | 80-73 |
| 12 nov. | Givova Scafati - EA7 Emporio Armani Milano            | 77-68 |
| 12 nov. | Umana Reyer Venezia - Happy Casa Brindisi             | 79-71 |
| 12 nov. | Carpegna Prosciutto Pesaro - Bertram Derthona Tortona | 96-92 |
| 12 nov. | UNAHOTELS Reggio Emilia - Estra Pistoia               | 95-82 |
| 12 nov. | Germani Brescia - Vanoli Basket Cremona               | 84-75 |

|         | 8ª giornata                                        |       |
|         |                                                    |       |
| 18 nov. | Dolomiti Energia Trentino - Happy Casa Brindisi    | 81-71 |
| 19 nov. | Estra Pistoia - Banco di Sardegna Sassari          | 68-63 |
| 19 nov. | NutriBullet Treviso Basket - GeVi Napoli Basket    | 76-79 |
| 19 nov. | Openjobmetis Varese - Givova Scafati               | 94-93 |
| 19 nov. | UNAHOTELS Reggio Emilia - Bertram Derthona Tortona | 77-90 |
| 19 nov. | EA7 Emporio Armani Milano - Umana Reyer Venezia    | 95-72 |
| 19 nov. | Vanoli Basket Cremona - Carpegna Prosciutto Pesaro | 96-69 |
| 20 nov. | Virtus Segafredo Bologna - Germani Brescia         | 88-76 |

|         | 9ª giornata                                             |             |
|         |                                                         |             |
| 25 nov. | Banco di Sardegna Sassari - Givova Scafati              | 79-76       |
| 26 nov. | Umana Reyer Venezia - UNAHOTELS Reggio Emilia           | 90-70       |
| 26 nov. | EA7 Emporio Armani Milano - Estra Pistoia               | 81-86       |
| 26 nov. | Happy Casa Brindisi - Virtus Segafredo Bologna          | 83-75       |
| 26 nov. | GeVi Napoli Basket - Vanoli Basket Cremona              | 80-70       |
| 26 nov. | Germani Brescia - Openjobmetis Varese                   | 116-73      |
| 26 nov. | Carpegna Prosciutto Pesaro - NutriBullet Treviso Basket | 95-76       |
| 26 nov. | Bertram Derthona Tortona - Dolomiti Energia Trentino    | 83-80 (dts) |

|        | 10ª giornata                                          |        |
|        |                                                       |        |
| 2 dic. | Estra Pistoia - GeVi Napoli Basket                    | 81-76  |
| 2 dic. | UNAHOTELS Reggio Emilia - Carpegna Prosciutto Pesaro  | 101-68 |
| 3 dic. | Banco di Sardegna Sassari - EA7 Emporio Armani Milano | 89-83  |
| 3 dic. | Givova Scafati - Germani Brescia                      | 83-89  |
| 3 dic. | NutriBullet Treviso Basket - Happy Casa Brindisi      | 86-60  |
| 3 dic. | Dolomiti Energia Trentino - Umana Reyer Venezia       | 106-79 |
| 3 dic. | Openjobmetis Varese - Vanoli Basket Cremona           | 68-75  |
| 3 dic. | Virtus Segafredo Bologna - Bertram Derthona Tortona   | 99-70  |

|         | 11ª giornata                                           |        |
|         |                                                        |        |
| 9 dic.  | Umana Reyer Venezia - Givova Scafati                   | 83-59  |
| 9 dic.  | Bertram Derthona Tortona - Estra Pistoia               | 97-100 |
| 10 dic. | GeVi Napoli Basket - UNAHOTELS Reggio Emilia           | 87-89  |
| 10 dic. | Germani Brescia - Banco di Sardegna Sassari            | 110-65 |
| 10 dic. | Vanoli Basket Cremona - NutriBullet Treviso Basket     | 70-76  |
| 10 dic. | EA7 Emporio Armani Milano - Virtus Segafredo Bologna   | 82-80  |
| 10 dic. | Carpegna Prosciutto Pesaro - Dolomiti Energia Trentino | 74-87  |
| 10 dic. | Happy Casa Brindisi - Openjobmetis Varese              | 86-81  |

|         | 12ª giornata                                           |             |
|         |                                                        |             |
| 16 dic. | UNAHOTELS Reggio Emilia - Germani Brescia              | 70-77       |
| 16 dic. | Virtus Segafredo Bologna - Umana Reyer Venezia         | 84-85 (dts) |
| 17 dic. | NutriBullet Treviso Basket - Dolomiti Energia Trentino | 86-78       |
| 17 dic. | Vanoli Basket Cremona - Bertram Derthona Tortona       | 83-67       |
| 17 dic. | Openjobmetis Varese - EA7 Emporio Armani Milano        | 70-74       |
| 17 dic. | Givova Scafati - GeVi Napoli Basket                    | 91-85       |
| 17 dic. | Estra Pistoia - Carpegna Prosciutto Pesaro             | 73-74       |
| 17 dic. | Banco di Sardegna Sassari - Happy Casa Brindisi        | 84-81       |

|        | 10ª giornata                                          |        |
|        |                                                       |        |
| 2 dic. | Estra Pistoia - GeVi Napoli Basket                    | 81-76  |
| 2 dic. | UNAHOTELS Reggio Emilia - Carpegna Prosciutto Pesaro  | 101-68 |
| 3 dic. | Banco di Sardegna Sassari - EA7 Emporio Armani Milano | 89-83  |
| 3 dic. | Givova Scafati - Germani Brescia                      | 83-89  |
| 3 dic. | NutriBullet Treviso Basket - Happy Casa Brindisi      | 86-60  |
| 3 dic. | Dolomiti Energia Trentino - Umana Reyer Venezia       | 106-79 |
| 3 dic. | Openjobmetis Varese - Vanoli Basket Cremona           | 68-75  |
| 3 dic. | Virtus Segafredo Bologna - Bertram Derthona Tortona   | 99-70  |

|         | 11ª giornata                                           |        |
|         |                                                        |        |
| 9 dic.  | Umana Reyer Venezia - Givova Scafati                   | 83-59  |
| 9 dic.  | Bertram Derthona Tortona - Estra Pistoia               | 97-100 |
| 10 dic. | GeVi Napoli Basket - UNAHOTELS Reggio Emilia           | 87-89  |
| 10 dic. | Germani Brescia - Banco di Sardegna Sassari            | 110-65 |
| 10 dic. | Vanoli Basket Cremona - NutriBullet Treviso Basket     | 70-76  |
| 10 dic. | EA7 Emporio Armani Milano - Virtus Segafredo Bologna   | 82-80  |
| 10 dic. | Carpegna Prosciutto Pesaro - Dolomiti Energia Trentino | 74-87  |
| 10 dic. | Happy Casa Brindisi - Openjobmetis Varese              | 86-81  |

|         | 12ª giornata                                           |             |
|         |                                                        |             |
| 16 dic. | UNAHOTELS Reggio Emilia - Germani Brescia              | 70-77       |
| 16 dic. | Virtus Segafredo Bologna - Umana Reyer Venezia         | 84-85 (dts) |
| 17 dic. | NutriBullet Treviso Basket - Dolomiti Energia Trentino | 86-78       |
| 17 dic. | Vanoli Basket Cremona - Bertram Derthona Tortona       | 83-67       |
| 17 dic. | Openjobmetis Varese - EA7 Emporio Armani Milano        | 70-74       |
| 17 dic. | Givova Scafati - GeVi Napoli Basket                    | 91-85       |
| 17 dic. | Estra Pistoia - Carpegna Prosciutto Pesaro             | 73-74       |
| 17 dic. | Banco di Sardegna Sassari - Happy Casa Brindisi        | 84-81       |

|         | 13ª giornata                                          |              |
|         |                                                       |              |
| 23 dic. | Bertram Derthona Tortona - NutriBullet Treviso Basket | 68-82        |
| 23 dic. | Happy Casa Brindisi - Givova Scafati                  | 98-103 (dts) |
| 23 dic. | Dolomiti Energia Trentino - GeVi Napoli Basket        | 101-94       |
| 23 dic. | Umana Reyer Venezia - Germani Brescia                 | 86-71        |
| 23 dic. | Estra Pistoia - Virtus Segafredo Bologna              | 70-91        |
| 23 dic. | Carpegna Prosciutto Pesaro - Openjobmetis Varese      | 81-88        |
| 23 dic. | UNAHOTELS Reggio Emilia - Banco di Sardegna Sassari   | 77-59        |
| 24 dic. | EA7 Emporio Armani Milano - Vanoli Basket Cremona     | 74-51        |

|         | 14ª giornata                                          |        |
|         |                                                       |        |
| 29 dic. | Openjobmetis Varese - UNAHOTELS Reggio Emilia         | 116-93 |
| 30 dic. | Vanoli Basket Cremona - Happy Casa Brindisi           | 75-58  |
| 30 dic. | Germani Brescia - EA7 Emporio Armani Milano           | 72-64  |
| 30 dic. | GeVi Napoli Basket - Bertram Derthona Tortona         | 81-76  |
| 30 dic. | Banco di Sardegna Sassari - Umana Reyer Venezia       | 62-73  |
| 30 dic. | Givova Scafati - Dolomiti Energia Trentino            | 75-62  |
| 30 dic. | NutriBullet Treviso Basket - Estra Pistoia            | 86-89  |
| 30 dic. | Virtus Segafredo Bologna - Carpegna Prosciutto Pesaro | 83-66  |

|        | 15ª giornata                                           |        |
|        |                                                        |        |
| 6 gen. | NutriBullet Treviso Basket - Openjobmetis Varese       | 96-101 |
| 7 gen. | Bertram Derthona Tortona - Givova Scafati              | 89-52  |
| 7 gen. | Carpegna Prosciutto Pesaro - Banco di Sardegna Sassari | 69-79  |
| 7 gen. | Dolomiti Energia Trentino - EA7 Emporio Armani Milano  | 74-79  |
| 7 gen. | Happy Casa Brindisi - Germani Brescia                  | 88-79  |
| 7 gen. | Estra Pistoia - Vanoli Basket Cremona                  | 64-60  |
| 7 gen. | UNAHOTELS Reggio Emilia - Virtus Segafredo Bologna     | 72-66  |
| 7 gen. | Umana Reyer Venezia - GeVi Napoli Basket               | 81-89  |

|         | 13ª giornata                                          |              |
|         |                                                       |              |
| 23 dic. | Bertram Derthona Tortona - NutriBullet Treviso Basket | 68-82        |
| 23 dic. | Happy Casa Brindisi - Givova Scafati                  | 98-103 (dts) |
| 23 dic. | Dolomiti Energia Trentino - GeVi Napoli Basket        | 101-94       |
| 23 dic. | Umana Reyer Venezia - Germani Brescia                 | 86-71        |
| 23 dic. | Estra Pistoia - Virtus Segafredo Bologna              | 70-91        |
| 23 dic. | Carpegna Prosciutto Pesaro - Openjobmetis Varese      | 81-88        |
| 23 dic. | UNAHOTELS Reggio Emilia - Banco di Sardegna Sassari   | 77-59        |
| 24 dic. | EA7 Emporio Armani Milano - Vanoli Basket Cremona     | 74-51        |

|         | 14ª giornata                                          |        |
|         |                                                       |        |
| 29 dic. | Openjobmetis Varese - UNAHOTELS Reggio Emilia         | 116-93 |
| 30 dic. | Vanoli Basket Cremona - Happy Casa Brindisi           | 75-58  |
| 30 dic. | Germani Brescia - EA7 Emporio Armani Milano           | 72-64  |
| 30 dic. | GeVi Napoli Basket - Bertram Derthona Tortona         | 81-76  |
| 30 dic. | Banco di Sardegna Sassari - Umana Reyer Venezia       | 62-73  |
| 30 dic. | Givova Scafati - Dolomiti Energia Trentino            | 75-62  |
| 30 dic. | NutriBullet Treviso Basket - Estra Pistoia            | 86-89  |
| 30 dic. | Virtus Segafredo Bologna - Carpegna Prosciutto Pesaro | 83-66  |

|        | 15ª giornata                                           |        |
|        |                                                        |        |
| 6 gen. | NutriBullet Treviso Basket - Openjobmetis Varese       | 96-101 |
| 7 gen. | Bertram Derthona Tortona - Givova Scafati              | 89-52  |
| 7 gen. | Carpegna Prosciutto Pesaro - Banco di Sardegna Sassari | 69-79  |
| 7 gen. | Dolomiti Energia Trentino - EA7 Emporio Armani Milano  | 74-79  |
| 7 gen. | Happy Casa Brindisi - Germani Brescia                  | 88-79  |
| 7 gen. | Estra Pistoia - Vanoli Basket Cremona                  | 64-60  |
| 7 gen. | UNAHOTELS Reggio Emilia - Virtus Segafredo Bologna     | 72-66  |
| 7 gen. | Umana Reyer Venezia - GeVi Napoli Basket               | 81-89  |

#### Girone di ritorno
|         | 16ª giornata                                         |        |
|         |                                                      |        |
| 13 gen. | Vanoli Basket Cremona - Dolomiti Energia Trentino    | 99-80  |
| 14 gen. | Banco di Sardegna Sassari - Estra Pistoia            | 107-69 |
| 14 gen. | Openjobmetis Varese - Umana Reyer Venezia            | 92-103 |
| 14 gen. | EA7 Emporio Armani Milano - Bertram Derthona Tortona | 83-82  |
| 14 gen. | Germani Brescia - NutriBullet Treviso Basket         | 88-67  |
| 14 gen. | GeVi Napoli Basket - Carpegna Prosciutto Pesaro      | 93-75  |
| 14 gen. | Givova Scafati - UNAHOTELS Reggio Emilia             | 102-76 |
| 15 gen. | Virtus Segafredo Bologna - Happy Casa Brindisi       | 103-76 |

|         | 17ª giornata                                           |       |
|         |                                                        |       |
| 20 gen. | Dolomiti Energia Trentino - Germani Brescia            | 69-83 |
| 20 gen. | Estra Pistoia - Givova Scafati                         | 78-71 |
| 21 gen. | Happy Casa Brindisi - GeVi Napoli Basket               | 77-80 |
| 21 gen. | Openjobmetis Varese - Virtus Segafredo Bologna         | 69-81 |
| 21 gen. | Bertram Derthona Tortona - Umana Reyer Venezia         | 75-69 |
| 21 gen. | UNAHOTELS Reggio Emilia - Vanoli Basket Cremona        | 78-71 |
| 21 gen. | Carpegna Prosciutto Pesaro - EA7 Emporio Armani Milano | 65-85 |
| 21 gen. | NutriBullet Treviso Basket - Banco di Sardegna Sassari | 77-70 |

|         | 18ª giornata                                          |        |
|         |                                                       |        |
| 27 gen. | Umana Reyer Venezia - Dolomiti Energia Trentino       | 93-68  |
| 27 gen. | Givova Scafati - NutriBullet Treviso Basket           | 95-93  |
| 28 gen. | Germani Brescia - Estra Pistoia                       | 109-90 |
| 28 gen. | EA7 Emporio Armani Milano - Banco di Sardegna Sassari | 80-65  |
| 28 gen. | Carpegna Prosciutto Pesaro - Happy Casa Brindisi      | 78-86  |
| 28 gen. | Virtus Segafredo Bologna - GeVi Napoli Basket         | 101-89 |
| 28 gen. | Bertram Derthona Tortona - UNAHOTELS Reggio Emilia    | 93-64  |
| 28 gen. | Vanoli Basket Cremona - Openjobmetis Varese           | 82-83  |

|         | 16ª giornata                                         |        |
|         |                                                      |        |
| 13 gen. | Vanoli Basket Cremona - Dolomiti Energia Trentino    | 99-80  |
| 14 gen. | Banco di Sardegna Sassari - Estra Pistoia            | 107-69 |
| 14 gen. | Openjobmetis Varese - Umana Reyer Venezia            | 92-103 |
| 14 gen. | EA7 Emporio Armani Milano - Bertram Derthona Tortona | 83-82  |
| 14 gen. | Germani Brescia - NutriBullet Treviso Basket         | 88-67  |
| 14 gen. | GeVi Napoli Basket - Carpegna Prosciutto Pesaro      | 93-75  |
| 14 gen. | Givova Scafati - UNAHOTELS Reggio Emilia             | 102-76 |
| 15 gen. | Virtus Segafredo Bologna - Happy Casa Brindisi       | 103-76 |

|         | 17ª giornata                                           |       |
|         |                                                        |       |
| 20 gen. | Dolomiti Energia Trentino - Germani Brescia            | 69-83 |
| 20 gen. | Estra Pistoia - Givova Scafati                         | 78-71 |
| 21 gen. | Happy Casa Brindisi - GeVi Napoli Basket               | 77-80 |
| 21 gen. | Openjobmetis Varese - Virtus Segafredo Bologna         | 69-81 |
| 21 gen. | Bertram Derthona Tortona - Umana Reyer Venezia         | 75-69 |
| 21 gen. | UNAHOTELS Reggio Emilia - Vanoli Basket Cremona        | 78-71 |
| 21 gen. | Carpegna Prosciutto Pesaro - EA7 Emporio Armani Milano | 65-85 |
| 21 gen. | NutriBullet Treviso Basket - Banco di Sardegna Sassari | 77-70 |

|         | 18ª giornata                                          |        |
|         |                                                       |        |
| 27 gen. | Umana Reyer Venezia - Dolomiti Energia Trentino       | 93-68  |
| 27 gen. | Givova Scafati - NutriBullet Treviso Basket           | 95-93  |
| 28 gen. | Germani Brescia - Estra Pistoia                       | 109-90 |
| 28 gen. | EA7 Emporio Armani Milano - Banco di Sardegna Sassari | 80-65  |
| 28 gen. | Carpegna Prosciutto Pesaro - Happy Casa Brindisi      | 78-86  |
| 28 gen. | Virtus Segafredo Bologna - GeVi Napoli Basket         | 101-89 |
| 28 gen. | Bertram Derthona Tortona - UNAHOTELS Reggio Emilia    | 93-64  |
| 28 gen. | Vanoli Basket Cremona - Openjobmetis Varese           | 82-83  |

|        | 19ª giornata                                          |        |
|        |                                                       |        |
| 3 feb. | GeVi Napoli Basket - Germani Brescia                  | 83-104 |
| 3 feb. | UNAHOTELS Reggio Emilia - Umana Reyer Venezia         | 77-60  |
| 4 feb. | Banco di Sardegna Sassari - Vanoli Basket Cremona     | 86-80  |
| 4 feb. | Givova Scafati - Carpegna Prosciutto Pesaro           | 83-82  |
| 4 feb. | Dolomiti Energia Trentino - Openjobmetis Varese       | 90-84  |
| 4 feb. | Estra Pistoia - EA7 Emporio Armani Milano             | 72-78  |
| 4 feb. | Happy Casa Brindisi - Bertram Derthona Tortona        | 77-86  |
| 5 feb. | NutriBullet Treviso Basket - Virtus Segafredo Bologna | 61-100 |

|         | 20ª giornata                                           |       |
|         |                                                        |       |
| 10 feb. | Bertram Derthona Tortona - Banco di Sardegna Sassari   | 79-62 |
| 11 feb. | Umana Reyer Venezia - Estra Pistoia                    | 96-69 |
| 11 feb. | EA7 Emporio Armani Milano - Happy Casa Brindisi        | 69-55 |
| 11 feb. | Dolomiti Energia Trentino - NutriBullet Treviso Basket | 82-85 |
| 11 feb. | Vanoli Basket Cremona - GeVi Napoli Basket             | 90-83 |
| 11 feb. | Virtus Segafredo Bologna - Givova Scafati              | 94-67 |
| 11 feb. | Germani Brescia - UNAHOTELS Reggio Emilia              | 86-63 |
| 11 feb. | Openjobmetis Varese - Carpegna Prosciutto Pesaro       | 91-80 |

|        | 21ª giornata                                         |       |
|        |                                                      |       |
| 2 mar. | UNAHOTELS Reggio Emilia - Dolomiti Energia Trentino  | 77-75 |
| 3 mar. | Banco di Sardegna Sassari - Virtus Segafredo Bologna | 93-88 |
| 3 mar. | GeVi Napoli Basket - NutriBullet Treviso Basket      | 95-81 |
| 3 mar. | EA7 Emporio Armani Milano - Openjobmetis Varese      | 94-63 |
| 3 mar. | Happy Casa Brindisi - Vanoli Basket Cremona          | 79-76 |
| 3 mar. | Givova Scafati - Umana Reyer Venezia                 | 66-95 |
| 3 mar. | Estra Pistoia - Bertram Derthona Tortona             | 84-71 |
| 3 mar. | Carpegna Prosciutto Pesaro - Germani Brescia         | 93-83 |

|        | 19ª giornata                                          |        |
|        |                                                       |        |
| 3 feb. | GeVi Napoli Basket - Germani Brescia                  | 83-104 |
| 3 feb. | UNAHOTELS Reggio Emilia - Umana Reyer Venezia         | 77-60  |
| 4 feb. | Banco di Sardegna Sassari - Vanoli Basket Cremona     | 86-80  |
| 4 feb. | Givova Scafati - Carpegna Prosciutto Pesaro           | 83-82  |
| 4 feb. | Dolomiti Energia Trentino - Openjobmetis Varese       | 90-84  |
| 4 feb. | Estra Pistoia - EA7 Emporio Armani Milano             | 72-78  |
| 4 feb. | Happy Casa Brindisi - Bertram Derthona Tortona        | 77-86  |
| 5 feb. | NutriBullet Treviso Basket - Virtus Segafredo Bologna | 61-100 |

|         | 20ª giornata                                           |       |
|         |                                                        |       |
| 10 feb. | Bertram Derthona Tortona - Banco di Sardegna Sassari   | 79-62 |
| 11 feb. | Umana Reyer Venezia - Estra Pistoia                    | 96-69 |
| 11 feb. | EA7 Emporio Armani Milano - Happy Casa Brindisi        | 69-55 |
| 11 feb. | Dolomiti Energia Trentino - NutriBullet Treviso Basket | 82-85 |
| 11 feb. | Vanoli Basket Cremona - GeVi Napoli Basket             | 90-83 |
| 11 feb. | Virtus Segafredo Bologna - Givova Scafati              | 94-67 |
| 11 feb. | Germani Brescia - UNAHOTELS Reggio Emilia              | 86-63 |
| 11 feb. | Openjobmetis Varese - Carpegna Prosciutto Pesaro       | 91-80 |

|        | 21ª giornata                                         |       |
|        |                                                      |       |
| 2 mar. | UNAHOTELS Reggio Emilia - Dolomiti Energia Trentino  | 77-75 |
| 3 mar. | Banco di Sardegna Sassari - Virtus Segafredo Bologna | 93-88 |
| 3 mar. | GeVi Napoli Basket - NutriBullet Treviso Basket      | 95-81 |
| 3 mar. | EA7 Emporio Armani Milano - Openjobmetis Varese      | 94-63 |
| 3 mar. | Happy Casa Brindisi - Vanoli Basket Cremona          | 79-76 |
| 3 mar. | Givova Scafati - Umana Reyer Venezia                 | 66-95 |
| 3 mar. | Estra Pistoia - Bertram Derthona Tortona             | 84-71 |
| 3 mar. | Carpegna Prosciutto Pesaro - Germani Brescia         | 93-83 |

|         | 22ª giornata                                           |        |
|         |                                                        |        |
| 9 mar.  | NutriBullet Treviso Basket - UNAHOTELS Reggio Emilia   | 71-63  |
| 10 mar. | Bertram Derthona Tortona - GeVi Napoli Basket          | 97-72  |
| 10 mar. | Openjobmetis Varese - Happy Casa Brindisi              | 81-73  |
| 10 mar. | Umana Reyer Venezia - Banco di Sardegna Sassari        | 71-78  |
| 10 mar. | Dolomiti Energia Trentino - Carpegna Prosciutto Pesaro | 109-82 |
| 10 mar. | Virtus Segafredo Bologna - EA7 Emporio Armani Milano   | 84-75  |
| 10 mar. | Vanoli Basket Cremona - Estra Pistoia                  | 67-74  |
| 10 mar. | Germani Brescia - Givova Scafati                       | 89-78  |

|         | 23ª giornata                                          |               |
|         |                                                       |               |
| 16 mar. | GeVi Napoli Basket - Estra Pistoia                    | 93-95 (dts)   |
| 17 mar. | UNAHOTELS Reggio Emilia - Openjobmetis Varese         | 113-80        |
| 17 mar. | Umana Reyer Venezia - EA7 Emporio Armani Milano       | 78-72         |
| 17 mar. | Givova Scafati - Bertram Derthona Tortona             | 94-91         |
| 17 mar. | Banco di Sardegna Sassari - Germani Brescia           | 106-101 (dts) |
| 17 mar. | Happy Casa Brindisi - Dolomiti Energia Trentino       | 89-82         |
| 17 mar. | Carpegna Prosciutto Pesaro - Virtus Segafredo Bologna | 87-86 (dts)   |
| 17 mar. | NutriBullet Treviso Basket - Vanoli Basket Cremona    | 78-71         |

|         | 24ª giornata                                          |       |
|         |                                                       |       |
| 23 mar. | Estra Pistoia - NutriBullet Treviso Basket            | 83-84 |
| 23 mar. | Dolomiti Energia Trentino - Banco di Sardegna Sassari | 87-76 |
| 24 mar. | Vanoli Basket Cremona - Umana Reyer Venezia           | 92-90 |
| 24 mar. | Bertram Derthona Tortona - Openjobmetis Varese        | 90-83 |
| 24 mar. | Carpegna Prosciutto Pesaro - UNAHOTELS Reggio Emilia  | 69-87 |
| 24 mar. | Givova Scafati - Happy Casa Brindisi                  | 76-84 |
| 24 mar. | EA7 Emporio Armani Milano - GeVi Napoli Basket        | 86-84 |
| 25 mar. | Germani Brescia - Virtus Segafredo Bologna            | 73-87 |

|         | 22ª giornata                                           |        |
|         |                                                        |        |
| 9 mar.  | NutriBullet Treviso Basket - UNAHOTELS Reggio Emilia   | 71-63  |
| 10 mar. | Bertram Derthona Tortona - GeVi Napoli Basket          | 97-72  |
| 10 mar. | Openjobmetis Varese - Happy Casa Brindisi              | 81-73  |
| 10 mar. | Umana Reyer Venezia - Banco di Sardegna Sassari        | 71-78  |
| 10 mar. | Dolomiti Energia Trentino - Carpegna Prosciutto Pesaro | 109-82 |
| 10 mar. | Virtus Segafredo Bologna - EA7 Emporio Armani Milano   | 84-75  |
| 10 mar. | Vanoli Basket Cremona - Estra Pistoia                  | 67-74  |
| 10 mar. | Germani Brescia - Givova Scafati                       | 89-78  |

|         | 23ª giornata                                          |               |
|         |                                                       |               |
| 16 mar. | GeVi Napoli Basket - Estra Pistoia                    | 93-95 (dts)   |
| 17 mar. | UNAHOTELS Reggio Emilia - Openjobmetis Varese         | 113-80        |
| 17 mar. | Umana Reyer Venezia - EA7 Emporio Armani Milano       | 78-72         |
| 17 mar. | Givova Scafati - Bertram Derthona Tortona             | 94-91         |
| 17 mar. | Banco di Sardegna Sassari - Germani Brescia           | 106-101 (dts) |
| 17 mar. | Happy Casa Brindisi - Dolomiti Energia Trentino       | 89-82         |
| 17 mar. | Carpegna Prosciutto Pesaro - Virtus Segafredo Bologna | 87-86 (dts)   |
| 17 mar. | NutriBullet Treviso Basket - Vanoli Basket Cremona    | 78-71         |

|         | 24ª giornata                                          |       |
|         |                                                       |       |
| 23 mar. | Estra Pistoia - NutriBullet Treviso Basket            | 83-84 |
| 23 mar. | Dolomiti Energia Trentino - Banco di Sardegna Sassari | 87-76 |
| 24 mar. | Vanoli Basket Cremona - Umana Reyer Venezia           | 92-90 |
| 24 mar. | Bertram Derthona Tortona - Openjobmetis Varese        | 90-83 |
| 24 mar. | Carpegna Prosciutto Pesaro - UNAHOTELS Reggio Emilia  | 69-87 |
| 24 mar. | Givova Scafati - Happy Casa Brindisi                  | 76-84 |
| 24 mar. | EA7 Emporio Armani Milano - GeVi Napoli Basket        | 86-84 |
| 25 mar. | Germani Brescia - Virtus Segafredo Bologna            | 73-87 |

|         | 25ª giornata                                            |        |
|         |                                                         |        |
| 30 mar. | NutriBullet Treviso Basket - Carpegna Prosciutto Pesaro | 93-89  |
| 30 mar. | Bertram Derthona Tortona - Vanoli Basket Cremona        | 87-76  |
| 30 mar. | GeVi Napoli Basket - Umana Reyer Venezia                | 90-97  |
| 30 mar. | Dolomiti Energia Trentino - Givova Scafati              | 84-79  |
| 30 mar. | Happy Casa Brindisi - Banco di Sardegna Sassari         | 70-76  |
| 30 mar. | UNAHOTELS Reggio Emilia - EA7 Emporio Armani Milano     | 68-72  |
| 30 mar. | Openjobmetis Varese - Germani Brescia                   | 92-95  |
| 1 apr.  | Virtus Segafredo Bologna - Estra Pistoia                | 93-100 |

|        | 26ª giornata                                           |        |
|        |                                                        |        |
| 6 apr. | Germani Brescia - Bertram Derthona Tortona             | 72-65  |
| 7 apr. | Banco di Sardegna Sassari - Carpegna Prosciutto Pesaro | 91-96  |
| 7 apr. | Openjobmetis Varese - GeVi Napoli Basket               | 113-79 |
| 7 apr. | Vanoli Basket Cremona - Givova Scafati                 | 68-63  |
| 7 apr. | Happy Casa Brindisi - NutriBullet Treviso Basket       | 93-75  |
| 7 apr. | Umana Reyer Venezia - Virtus Segafredo Bologna         | 70-89  |
| 7 apr. | EA7 Emporio Armani Milano - Dolomiti Energia Trentino  | 91-86  |
| 7 apr. | Estra Pistoia - UNAHOTELS Reggio Emilia                | 83-82  |

|         | 27ª giornata                                           |        |
|         |                                                        |        |
| 13 apr. | Dolomiti Energia Trentino - Bertram Derthona Tortona   | 83-81  |
| 13 apr. | Carpegna Prosciutto Pesaro - Estra Pistoia             | 89-82  |
| 14 apr. | NutriBullet Treviso Basket - EA7 Emporio Armani Milano | 89-91  |
| 14 apr. | UNAHOTELS Reggio Emilia - Happy Casa Brindisi          | 74-66  |
| 14 apr. | Virtus Segafredo Bologna - Vanoli Basket Cremona       | 93-85  |
| 14 apr. | Germani Brescia - Umana Reyer Venezia                  | 90-84  |
| 14 apr. | GeVi Napoli Basket - Banco di Sardegna Sassari         | 88-79  |
| 14 apr. | Givova Scafati - Openjobmetis Varese                   | 102-90 |

|         | 25ª giornata                                            |        |
|         |                                                         |        |
| 30 mar. | NutriBullet Treviso Basket - Carpegna Prosciutto Pesaro | 93-89  |
| 30 mar. | Bertram Derthona Tortona - Vanoli Basket Cremona        | 87-76  |
| 30 mar. | GeVi Napoli Basket - Umana Reyer Venezia                | 90-97  |
| 30 mar. | Dolomiti Energia Trentino - Givova Scafati              | 84-79  |
| 30 mar. | Happy Casa Brindisi - Banco di Sardegna Sassari         | 70-76  |
| 30 mar. | UNAHOTELS Reggio Emilia - EA7 Emporio Armani Milano     | 68-72  |
| 30 mar. | Openjobmetis Varese - Germani Brescia                   | 92-95  |
| 1 apr.  | Virtus Segafredo Bologna - Estra Pistoia                | 93-100 |

|        | 26ª giornata                                           |        |
|        |                                                        |        |
| 6 apr. | Germani Brescia - Bertram Derthona Tortona             | 72-65  |
| 7 apr. | Banco di Sardegna Sassari - Carpegna Prosciutto Pesaro | 91-96  |
| 7 apr. | Openjobmetis Varese - GeVi Napoli Basket               | 113-79 |
| 7 apr. | Vanoli Basket Cremona - Givova Scafati                 | 68-63  |
| 7 apr. | Happy Casa Brindisi - NutriBullet Treviso Basket       | 93-75  |
| 7 apr. | Umana Reyer Venezia - Virtus Segafredo Bologna         | 70-89  |
| 7 apr. | EA7 Emporio Armani Milano - Dolomiti Energia Trentino  | 91-86  |
| 7 apr. | Estra Pistoia - UNAHOTELS Reggio Emilia                | 83-82  |

|         | 27ª giornata                                           |        |
|         |                                                        |        |
| 13 apr. | Dolomiti Energia Trentino - Bertram Derthona Tortona   | 83-81  |
| 13 apr. | Carpegna Prosciutto Pesaro - Estra Pistoia             | 89-82  |
| 14 apr. | NutriBullet Treviso Basket - EA7 Emporio Armani Milano | 89-91  |
| 14 apr. | UNAHOTELS Reggio Emilia - Happy Casa Brindisi          | 74-66  |
| 14 apr. | Virtus Segafredo Bologna - Vanoli Basket Cremona       | 93-85  |
| 14 apr. | Germani Brescia - Umana Reyer Venezia                  | 90-84  |
| 14 apr. | GeVi Napoli Basket - Banco di Sardegna Sassari         | 88-79  |
| 14 apr. | Givova Scafati - Openjobmetis Varese                   | 102-90 |

|         | 28ª giornata                                          |        |
|         |                                                       |        |
| 20 apr. | Bertram Derthona Tortona - Carpegna Prosciutto Pesaro | 94-76  |
| 20 apr. | Vanoli Basket Cremona - Germani Brescia               | 84-77  |
| 21 apr. | Banco di Sardegna Sassari - Openjobmetis Varese       | 88-112 |
| 21 apr. | EA7 Emporio Armani Milano - Givova Scafati            | 99-77  |
| 21 apr. | Umana Reyer Venezia - NutriBullet Treviso Basket      | 91-78  |
| 21 apr. | GeVi Napoli Basket - Dolomiti Energia Trentino        | 93-103 |
| 21 apr. | Estra Pistoia - Happy Casa Brindisi                   | 90-96  |
| 22 apr. | Virtus Segafredo Bologna - UNAHOTELS Reggio Emilia    | 83-73  |

|         | 29ª giornata                                        |        |
|         |                                                     |        |
| 28 apr. | Carpegna Prosciutto Pesaro - Vanoli Basket Cremona  | 91-86  |
| 28 apr. | Dolomiti Energia Trentino - Estra Pistoia           | 80-105 |
| 28 apr. | EA7 Emporio Armani Milano - Germani Brescia         | 83-77  |
| 28 apr. | Happy Casa Brindisi - Umana Reyer Venezia           | 84-80  |
| 28 apr. | Openjobmetis Varese - NutriBullet Treviso Basket    | 95-100 |
| 28 apr. | UNAHOTELS Reggio Emilia - GeVi Napoli Basket        | 88-74  |
| 28 apr. | Virtus Segafredo Bologna - Bertram Derthona Tortona | 77-84  |
| 28 apr. | Givova Scafati Basket - Banco di Sardegna Sassari   | 74-99  |

|        | 30ª giornata                                          |        |
|        |                                                       |        |
| 5 mag. | Banco di Sardegna Sassari - UNAHOTELS Reggio Emilia   | 95-63  |
| 5 mag. | GeVi Napoli Basket - Givova Scafati                   | 102-92 |
| 5 mag. | NutriBullet Treviso Basket - Bertram Derthona Tortona | 87-74  |
| 5 mag. | Umana Reyer Venezia - Carpegna Prosciutto Pesaro      | 91-79  |
| 5 mag. | Virtus Segafredo Bologna - Dolomiti Energia Trentino  | 108-61 |
| 5 mag. | Estra Pistoia - Openjobmetis Varese                   | 78-96  |
| 5 mag. | Germani Brescia - Happy Casa Brindisi                 | 94-75  |
| 5 mag. | Vanoli Basket Cremona - EA7 Emporio Armani Milano     | 72-73  |

|         | 28ª giornata                                          |        |
|         |                                                       |        |
| 20 apr. | Bertram Derthona Tortona - Carpegna Prosciutto Pesaro | 94-76  |
| 20 apr. | Vanoli Basket Cremona - Germani Brescia               | 84-77  |
| 21 apr. | Banco di Sardegna Sassari - Openjobmetis Varese       | 88-112 |
| 21 apr. | EA7 Emporio Armani Milano - Givova Scafati            | 99-77  |
| 21 apr. | Umana Reyer Venezia - NutriBullet Treviso Basket      | 91-78  |
| 21 apr. | GeVi Napoli Basket - Dolomiti Energia Trentino        | 93-103 |
| 21 apr. | Estra Pistoia - Happy Casa Brindisi                   | 90-96  |
| 22 apr. | Virtus Segafredo Bologna - UNAHOTELS Reggio Emilia    | 83-73  |

|         | 29ª giornata                                        |        |
|         |                                                     |        |
| 28 apr. | Carpegna Prosciutto Pesaro - Vanoli Basket Cremona  | 91-86  |
| 28 apr. | Dolomiti Energia Trentino - Estra Pistoia           | 80-105 |
| 28 apr. | EA7 Emporio Armani Milano - Germani Brescia         | 83-77  |
| 28 apr. | Happy Casa Brindisi - Umana Reyer Venezia           | 84-80  |
| 28 apr. | Openjobmetis Varese - NutriBullet Treviso Basket    | 95-100 |
| 28 apr. | UNAHOTELS Reggio Emilia - GeVi Napoli Basket        | 88-74  |
| 28 apr. | Virtus Segafredo Bologna - Bertram Derthona Tortona | 77-84  |
| 28 apr. | Givova Scafati Basket - Banco di Sardegna Sassari   | 74-99  |

|        | 30ª giornata                                          |        |
|        |                                                       |        |
| 5 mag. | Banco di Sardegna Sassari - UNAHOTELS Reggio Emilia   | 95-63  |
| 5 mag. | GeVi Napoli Basket - Givova Scafati                   | 102-92 |
| 5 mag. | NutriBullet Treviso Basket - Bertram Derthona Tortona | 87-74  |
| 5 mag. | Umana Reyer Venezia - Carpegna Prosciutto Pesaro      | 91-79  |
| 5 mag. | Virtus Segafredo Bologna - Dolomiti Energia Trentino  | 108-61 |
| 5 mag. | Estra Pistoia - Openjobmetis Varese                   | 78-96  |
| 5 mag. | Germani Brescia - Happy Casa Brindisi                 | 94-75  |
| 5 mag. | Vanoli Basket Cremona - EA7 Emporio Armani Milano     | 72-73  |

## Play-off
Tutte le serie (compresa la finale, a differenza degli anni precedenti) sono al meglio delle 5 gare. Gara1, Gara2 e l'eventuale Gara5 sono in casa della meglio classificata.

### Tabellone Play-off
|  | Quarti di finale | Quarti di finale | Quarti di finale | Quarti di finale | Quarti di finale | Quarti di finale | Quarti di finale |  |  | Semifinali | Semifinali     | Semifinali | Semifinali     | Semifinali | Semifinali | Semifinali |    |   | Finale | Finale         | Finale | Finale | Finale | Finale | Finale |  |
|  |                  |                  |                  |                  |                  |                  |                  |  |  |            |                |            |                |            |            |            |    |   |        |                |        |        |        |        |        |  |
|  | 1                | Virtus Bologna   | 92               | 83               | 81               | 75               | 92               |  |  |            |                |            |                |            |            |            |    |   |        |                |        |        |        |        |        |  |
|  | 8                | Derthona Basket  | 80               | 77               | 91               | 82               | 63               |  |  | 1          | Virtus Bologna | 103        | 79             | 73         | 96         | –          |    |   |        |                |        |        |        |        |        |  |
|  | 4                | Reyer Venezia    | 74               | 83               | 66               | 95               | 83               |  |  | 4          | Reyer Venezia  | 89         | 78             | 78         | 79         | –          |    |   |        |                |        |        |        |        |        |  |
|  | 5                | Pall. Reggiana   | 82               | 75               | 78               | 92               | 67               |  |  |            |                |            |                |            |            |            |    |   | 1      | Virtus Bologna | 75     | 72     | 78     | 73     | –      |  |
|  | 3                | Brescia          | 79               | 97               | 98               | –                | –                |  |  |            |                | 2          | Olimpia Milano | 86         | 64         | 81         | 85 | – |        |                |        |        |        |        |        |  |
|  | 6                | Pistoia Basket   | 70               | 75               | 77               | –                | –                |  |  | 3          | Brescia        | 89         | 66             | 86         | –          | –          |    |   |        |                |        |        |        |        |        |  |
|  | 2                | Olimpia Milano   | 84               | 104              | 83               | 87               | –                |  |  | 2          | Olimpia Milano | 95         | 77             | 96         | –          | –          |    |   |        |                |        |        |        |        |        |  |
|  | 7                | Aquila Trento    | 85               | 93               | 68               | 69               | –                |  |  |            |                |            |                |            |            |            |    |   |        |                |        |        |        |        |        |  |

### Quarti di finale

#### Bologna - Tortona
| Arbitri: | Beniamino Attard (Siracusa) Mark Bartoli (Trieste) Martino Galasso (Siena) |

|                                       |            |                                             |
| Cordinier 18 Belinelli 16 Lundberg 15 | Punti      | 15 Baldasso 11 Dowe 10 Strautins, Radosevic |
| Pajola, Hackett 5                     | Assist     | 6 Ross                                      |
| Hackett 6                             | Rimbalzi   | 6 Dowe                                      |
| Luca Banchi                           | Allenatori | Walter De Raffaele                          |

| Arbitri: | Manuel Mazzoni (Grosseto) Andrea Valzani (Milano) Christian Borgo (Vicenza) |

|                                     |            |                                      |
| Belinelli 22 Mickey 17 Cordinier 14 | Punti      | 14 Strautins 13 Obasohan 10 Baldasso |
| Hackett 4                           | Assist     | 6 Dowe                               |
| Mickey, Dunston 7                   | Rimbalzi   | 10 Dowe                              |
| Luca Banchi                         | Allenatori | Walter De Raffaele                   |

| Arbitri: | Roberto Begnis (Cremona) Guido Giovannetti (Terni) Giacomo Dori (Venezia) |

|                                             |            |                                                   |
| Baldasso 17 Obasohan 13 Strautins, Weems 11 | Punti      | 14 Hackett, Cordinier 10 Abass 9 Belinelli, Zizic |
| Ross 4                                      | Assist     | 5 Belinelli, Hackett                              |
| Kamagate, Weems 4                           | Rimbalzi   | 6 Polonara, Abass                                 |
| Walter De Raffaele                          | Allenatori | Luca Banchi                                       |

| Arbitri: | Carmelo Paternicò (Enna) Lorenzo Baldini (Firenze) Sergio Noce (Latina) |

|                                          |            |                                    |
| Candi 15 Baldasso, Radosevic 12 Weems 10 | Punti      | 21 Abass 12 Cordinier 11 Belinelli |
| Ross 5                                   | Assist     | 7 Hackett                          |
| Kamagate 5                               | Rimbalzi   | 8 Cordinier                        |
| Walter De Raffaele                       | Allenatori | Luca Banchi                        |

| Arbitri: | Michele Rossi (Arezzo) Denny Borgioni (Roma) Edoardo Gonella (Genova) |

|                                     |            |                                   |
| Shengelia 22 Belinelli 15 Pajola 13 | Punti      | 11 Baldasso 10 Ross, Weems 8 Dowe |
| Cordinier 6                         | Assist     | 4 Ross                            |
| Shengelia, Abass, Cordinier 7       | Rimbalzi   | 5 Obasohan                        |
| Luca Banchi                         | Allenatori | Walter De Raffaele                |

#### Venezia - Reggio Emilia
| Arbitri: | Roberto Begnis (Cremona) Andrea Valzani (Milano) Giacomo Dori (Venezia) |

|                                         |            |                              |
| Kabengele 14 Wiltjer 13 Spissu,Simms 10 | Punti      | 25 Smith 18 Galloway 11 Faye |
| De Nicolao 6                            | Assist     | 4 Smith                      |
| Kabengele 9                             | Rimbalzi   | 7 Black                      |
| Neven Spahija                           | Allenatori | Dimitris Priftis             |

| Arbitri: | Saverio Lanzarini (Bologna) Guido Giovannetti (Terni) Edoardo Gonella (Genova) |

|                                           |            |                                               |
| Spissu 18 Kabengele 15 Wiltjer, Tucker 10 | Punti      | 26 Galloway 9 Weber, Uglietti, Chillo 8 Black |
| Spissu 8                                  | Assist     | 4 Smith                                       |
| Kabengele 8                               | Rimbalzi   | 6 Faye                                        |
| Neven Spahija                             | Allenatori | Dimitris Priftis                              |

| Arbitri: | Michele Rossi (Arezzo) Mark Bartoli (Trieste) Denis Quarta (Torino) |

|                             |            |                              |
| Smith 18 Chillo 16 Black 10 | Punti      | 15 Tucker 12 Spissu 10 Simms |
| Galloway 5                  | Assist     | 4 De Nicolao                 |
| Atkins, Vitali 8            | Rimbalzi   | 5 Simms                      |
| Dimitris Priftis            | Allenatori | Neven Spahija                |

| Arbitri: | Beniamino Attard (Siracusa) Denny Borgioni (Roma) Alessandro Perciavalle (Torino) |

|                                      |            |                               |
| Faye 20 Galloway, Vitali 15 Black 14 | Punti      | 24 Tucker 17 Wiltjer 14 Simms |
| Weber, Smith 5                       | Assist     | 8 Spissu                      |
| Faye 8                               | Rimbalzi   | 11 Tucker                     |
| Dimitris Priftis                     | Allenatori | Neven Spahija                 |

| Arbitri: | Manuel Mazzoni (Grosseto) Guido Giovannetti (Terni) Andrea Valzani (Milano) |

|                                     |            |                              |
| Tucker 25 Simms 14 Spissu, Parks 11 | Punti      | 18 Galloway 12 Black 9 Grant |
| Spissu 7                            | Assist     | 5 Vitali                     |
| Simms, Tucker 6                     | Rimbalzi   | 4 Galloway, Black            |
| Neven Spahija                       | Allenatori | Dimitris Priftis             |

#### Brescia - Pistoia
| Arbitri: | Michele Rossi (Arezzo) Lorenzo Baldini (Firenze) Sergio Noce (Latina) |

|                                                 |            |                                          |
| Bilan 19 Massinburg 13 Christon, Della Valle 11 | Punti      | 16 Varnado 15 Willis, Moore 9 Della Rosa |
| Christon, Della Valle 3                         | Assist     | 5 Willis                                 |
| Bilan 18                                        | Rimbalzi   | 6 Varnado, Wheatle                       |
| Alessandro Magro                                | Allenatori | Nicola Brienza                           |

| Arbitri: | Carmelo Paternicò (Enna) Tolga Sahin (Messina) Gabriele Bettini (Bologna) |

|                                               |            |                                        |
| Massinburg, Della Valle 23 Gabriel 12 Akele 9 | Punti      | 19 Moore 16 Willis 11 Varnado, Wheatle |
| Christon, Bilan, Della Valle 3                | Assist     | 3 Willis, Della Rosa                   |
| Bilan 8                                       | Rimbalzi   | 5 Willis, Wheatle                      |
| Alessandro Magro                              | Allenatori | Nicola Brienza                         |

| Arbitri: | Saverio Lanzarini (Bologna) Alessandro Perciavalle (Torino) Edoardo Gonella (Genova) |

|                                        |            |                                           |
| Moore, Varnado 18 Hawkins 12 Wheatle 9 | Punti      | 28 Della Valle 15 Burnell, Akele 14 Bilan |
| Della Rosa 5                           | Assist     | 6 Christon                                |
| Varnado 8                              | Rimbalzi   | 11 Bilan                                  |
| Nicola Brienza                         | Allenatori | Alessandro Magro                          |

#### Milano - Trento
| Arbitri: | Carmelo Paternicò (Enna) Tolga Sahin (Messina) Denis Quarta (Torino) |

|                                 |            |                                     |
| Shields 27 Napier 14 Mirotic 13 | Punti      | 21 Cooke 17 Baldwin 10 Hubb, Forray |
| Melli 4                         | Assist     | 6 Hubb, Baldwin                     |
| Shields 8                       | Rimbalzi   | 8 Cooke                             |
| Ettore Messina                  | Allenatori | Paolo Galbiati                      |

| Arbitri: | Beniamino Attard (Siracusa) Alessandro Perciavalle (Torino) Gianluca Capotorto (Roma) |

|                             |            |                                      |
| Shields 28 Melli 18 Hall 11 | Punti      | 22 Hubb, Baldwin 10 Mooney 9 Biligha |
| Napier 7                    | Assist     | 7 Baldwin                            |
| Melli 6                     | Rimbalzi   | 4 Baldwin                            |
| Ettore Messina              | Allenatori | Paolo Galbiati                       |

| Arbitri: | Manuel Mazzoni (Grosseto) Lorenzo Baldini (Firenze) Gabriele Bettini (Bologna) |

|                                     |            |                                                 |
| Hubb, Mooney 12 Baldwin 11 Forray 9 | Punti      | 20 Napier 13 Mirotic 10 Melli, Hines, Voigtmann |
| Baldwin 5                           | Assist     | 7 Napier                                        |
| Hommes 9                            | Rimbalzi   | 9 Voigtmann                                     |
| Paolo Galbiati                      | Allenatori | Ettore Messina                                  |

| Arbitri: | Saverio Lanzarini (Bologna) Tolga Sahin (Messina) Mark Bartoli (Trieste) |

|                                            |            |                                 |
| Alviti, Baldwin 15 Hubb, Biligha 9 Cooke 8 | Punti      | 14 Napier 13 Melli 10 Voigtmann |
| Baldwin 5                                  | Assist     | 3 Flaccadori                    |
| Cooke 7                                    | Rimbalzi   | 10 Melli                        |
| Paolo Galbiati                             | Allenatori | Ettore Messina                  |

### Semifinali

#### Bologna - Venezia
| Arbitri: | Saverio Lanzarini (Bologna) Tolga Sahin (Messina) Sergio Noce (Latina) |

|                                             |            |                                 |
| Belinelli 26 Abass 13 Shengelia, Hackett 11 | Punti      | 20 Tessitori 19 Spissu 17 Parks |
| Pajola 8                                    | Assist     | 6 Spissu                        |
| Pajola 5                                    | Rimbalzi   | 9 Tessitori                     |
| Luca Banchi                                 | Allenatori | Neven Spahija                   |

| Arbitri: | Manuel Mazzoni (Grosseto) Alessandro Perciavalle (Torino) Giacomo Dori (Venezia) |

|                                       |            |                                         |
| Belinelli 14 Polonara 11 Cordinier 10 | Punti      | 14 Parks, Simms 13 Tucker 11 De Nicolao |
| Pajola 5                              | Assist     | 6 De Nicolao                            |
| Polonara 6                            | Rimbalzi   | 7 Simms, Tessitori                      |
| Luca Banchi                           | Allenatori | Neven Spahija                           |

| Arbitri: | Beniamino Attard (Siracusa) Mark Bartoli (Trieste) Denis Quarta (Torino) |

|                                |            |                                    |
| Parks 19 Simms 17 Heidegger 14 | Punti      | 17 Shengelia 16 Zizic 12 Cordinier |
| Spissu 7                       | Assist     | 6 Pajola                           |
| Parks 8                        | Rimbalzi   | 7 Abass                            |
| Neven Spahija                  | Allenatori | Luca Banchi                        |

| Arbitri: | Roberto Begnis (Cremona) Guido Giovannetti (Terni) Denny Borgioni (Roma) |

|                                 |            |                                    |
| Heidegger 21 Simms 12 Tucker 10 | Punti      | 29 Shengelia 22 Belinelli 15 Abass |
| Spissu, Tucker 4                | Assist     | 6 Pajola                           |
| Wiltjer, Tucker 5               | Rimbalzi   | 11 Abass                           |
| Neven Spahija                   | Allenatori | Luca Banchi                        |

#### Milano - Brescia
| Arbitri: | Michele Rossi (Arezzo) Guido Giovannetti (Terni) Andrea Valzani (Milano) |

|                                |            |                                                |
| Voigtmann 21 Melli 13 Tonut 12 | Punti      | 33 Della Valle 12 Massinburg 11 Gabriel, Bilan |
| Hall 6                         | Assist     | 4 Christon, Bilan                              |
| Tonut, Voigtmann 8             | Rimbalzi   | 7 Gabriel                                      |
| Ettore Messina                 | Allenatori | Alessandro Magro                               |

| Arbitri: | Roberto Begnis (Cremona) Denny Borgioni (Roma) Gabriele Bettini (Bologna) |

|                               |            |                                                    |
| Mirotic 21 Shields 16 Hall 11 | Punti      | 12 Massinburg 10 Petrucelli 9 Burnell, Della Valle |
| Napier, Hall 4                | Assist     | 2 Bilan, Burnell, Della Valle                      |
| Melli, Mirotic 7              | Rimbalzi   | 8 Cobbins                                          |
| Ettore Messina                | Allenatori | Alessandro Magro                                   |

| Arbitri: | Carmelo Paternicò (Enna) Lorenzo Baldini (Firenze) Edoardo Gonella (Genova) |

|                                      |            |                                              |
| Massinburg 21 Gabriel 15 Cournooh 12 | Punti      | 16 Ricci 14 Hall, Shields, Mirotic 12 Napier |
| Della Valle 8                        | Assist     | 4 Melli                                      |
| Bilan 10                             | Rimbalzi   | 7 Voigtmann                                  |
| Alessandro Magro                     | Allenatori | Ettore Messina                               |

### Finale

#### Bologna - Milano
| Arbitri: | Roberto Begnis (Cremona) Manuel Mazzoni (Grosseto) Guido Giovannetti (Terni) |

|                                                  |            |                              |
| Shengelia 16 Cordinier, Belinelli 14 Lundberg 10 | Punti      | 25 Shields 21 Napier 18 Hall |
| Lundberg 5                                       | Assist     | 3 Shields                    |
| Shengelia, Cordinier 8 Pajola 5                  | Rimbalzi   | 8 Mirotic 7 Melli, Hall      |
| Luca Banchi                                      | Allenatori | Ettore Messina               |

| Arbitri: | Saverio Lanzarini (Bologna) Beniamino Attard (Siracusa) Denny Borgioni (Roma) |

|                                    |            |                                          |
| Shengelia 21 Mickey 11 Polonara 10 | Punti      | 13 Hall, Mirotic 9 Napier, Tonut 7 Melli |
| Pajola 10                          | Assist     | 2 Napier, Hall                           |
| Shengelia 8 Pajola 7               | Rimbalzi   | 7 Mirotic 6 Melli                        |
| Luca Banchi                        | Allenatori | Ettore Messina                           |

| Arbitri: | Carmelo Paternicò (Enna) Michele Rossi (Arezzo) Lorenzo Baldini (Firenze) |

|                                             |            |                                                    |
| Mirotic 21 Shields 15 Napier, Flaccadori 12 | Punti      | 17 Mickey 11 Lundberg, Shengelia 10 Belinelli      |
| Napier 6                                    | Assist     | 10 Pajola                                          |
| Melli 9 Voigtmann 6                         | Rimbalzi   | 5 Belinelli, Pajola 4 Shengelia, Mickey, Cordinier |
| Ettore Messina                              | Allenatori | Luca Banchi                                        |

| Arbitri: | Saverio Lanzarini (Bologna) Beniamino Attard (Siracusa) Guido Giovannetti (Terni) |

|                                |            |                                            |
| Mirotic 30 Melli 12 Shields 10 | Punti      | 21 Cordinier 12 Lundberg, Polonara 9 Abass |
| Napier 6                       | Assist     | 4 Pajola, Cordinier                        |
| Mirotic 12 Melli 9             | Rimbalzi   | 5 Pajola, Cordinier 4 Polonara             |
| Ettore Messina                 | Allenatori | Luca Banchi                                |

## Verdetti

### Squadra campione
- Campione d'Italia:  A|X Armani Exchange Milano (31º titolo)

| Maglia | Giocatori | Presenze (playoff) | Punti (playoff) |
| --- | --------- | ------------------ | --------------- |
| Olimpia Milano |           |                    |                 |
| Shavon Shields | 25 (+9)   | 336 (+144)         |                 |
| Nikola Mirotic | 14 (+11)  | 233 (+152)         |                 |
| Shabazz Napier | 16 (+11)  | 228 (+126)         |                 |
| Nicolò Melli | 28 (+11)  | 242 (+108)         |                 |
| Devon Hall | 26 (+11)  | 197 (+111)         |                 |
| Stefano Tonut | 27 (+11)  | 192 (+73)          |                 |
| Diego Flaccadori | 28 (+11)  | 158 (+62)          |                 |
| Johannes Voigtmann | 23 (+10)  | 143 (+69)          |                 |
| Kyle Hines | 18 (+11)  | 94 (+56)           |                 |
| Alex Poythress | 18 (+0)   | 131 (+0)           |                 |
| Giampaolo Ricci | 24 (+10)  | 86 (+30)           |                 |
| Giordano Bortolani | 25 (+4)   | 101 (+2)           |                 |
| Maodo Lo | 12 (+2)   | 89 (+1)            |                 |
| Guglielmo Caruso | 20 (+3)   | 54 (+3)            |                 |
| Denzel Valentine | 4 (+0)    | 15 (+0)            |                 |
| Billy Baron | 1 (+1)    | 0 (+5)             |                 |
| Allenatore: Ettore Messina |           |                    |                 |
| Altri giocatori: Luigi Suigo (presenze: 1+0, punti: 2+0), Diego Garavaglia (2+0, 0+0), Achille Lonati (1+0, 0+0), Francesco Marcucci (1+0, 0+0). |           |                    |                 |

### Altri verdetti
- Retrocessioni in Serie A2: V.L. Pesaro, N.B. Brindisi
- Coppa Italia: Napoli Basket
- Supercoppa italiana: Virtus Bologna

## Statistiche stagione regolare
Aggiornate all'8 maggio 2024

### Statistiche individuali

#### Classifica primi trenta marcatori
|     | Giocatore            | Squadra          | Partite | Punti | PPG  |
| --- | -------------------- | ---------------- | ------- | ----- | ---- |
| 1.  | Niccolò Mannion      | Pall. Varese     | 18      | 366   | 20.3 |
| 2.  | Olivier Hanlan       | Pall. Varese     | 20      | 374   | 18.7 |
| 3.  | Charlie Moore        | Pistoia Basket   | 30      | 523   | 17.4 |
| 4.  | Langston Galloway    | Pall. Reggiana   | 30      | 506   | 16.9 |
| 5.  | Xavier Sneed         | N.B. Brindisi    | 27      | 437   | 16.2 |
| 6.  | Payton Willis        | Pistoia Basket   | 30      | 481   | 16.0 |
| 7.  | Osvaldas Olisevičius | Universo Treviso | 21      | 329   | 15.7 |
| 8.  | Kevin Hervey         | Pall. Reggiana   | 18      | 282   | 15.7 |
| 9.  | Rayjon Tucker        | Reyer Venezia    | 29      | 426   | 14.7 |
| 10. | Jacob Pullen         | Napoli Basket    | 30      | 440   | 14.7 |
| 11. | Tomislav Zubcic      | Napoli Basket    | 30      | 439   | 14.6 |
| 12. | Shabazz Napier       | Olimpia Milano   | 16      | 228   | 14.3 |
| 13. | Andrejs Grazulis     | Aquila Trento    | 24      | 339   | 14.1 |
| 14. | Tyler Ennis          | Napoli Basket    | 30      | 423   | 14.1 |
| 15. | Jordon Varnado       | Pistoia Basket   | 21      | 294   | 14.0 |

|     | Giocatore          | Squadra          | Partite | Punti | PPG  |
| --- | ------------------ | ---------------- | ------- | ----- | ---- |
| 16. | Ky Bowman          | Universo Treviso | 27      | 378   | 14.0 |
| 17. | Kamar Baldwin      | Aquila Trento    | 27      | 376   | 13.9 |
| 18. | Breein Tyree       | Dinamo Sassari   | 28      | 389   | 13.9 |
| 19. | Marco Belinelli    | Virtus Bologna   | 28      | 388   | 13.9 |
| 20. | Sean McDermott     | Pall. Varese     | 27      | 374   | 13.9 |
| 21. | Tornik'e Shengelia | Virtus Bologna   | 25      | 345   | 13.8 |
| 22. | Scott Bamforth     | V.L. Pesaro      | 21      | 287   | 13.7 |
| 23. | Shavon Shields     | Olimpia Milano   | 25      | 336   | 13.4 |
| 24. | D'Angelo Harrison  | Universo Treviso | 28      | 375   | 13.4 |
| 25. | Brandon Jefferson  | Dinamo Sassari   | 17      | 225   | 13.2 |
| 26. | Kruize Pinkins     | Scafati Basket   | 27      | 356   | 13.2 |
| 27. | Leonardo Totè      | V.L. Pesaro      | 24      | 315   | 13.1 |
| 28. | Miro Bilan         | Brescia          | 30      | 392   | 13.1 |
| 29. | Amedeo Della Valle | Brescia          | 29      | 376   | 13.0 |
| 30. | Frank Bartley      | N.B. Brindisi    | 16      | 207   | 12.9 |

Fonte:  Statistics, in LegaBasket.

#### Valutazione
|    | Giocatore       | Squadra       | Partite | Valutazione | PIR  |
| -- | --------------- | ------------- | ------- | ----------- | ---- |
| 1. | Niccolò Mannion | Pall. Varese  | 18      | 389         | 21.6 |
| 2. | Miro Bilan      | Brescia       | 30      | 579         | 19.3 |
| 3. | Tyler Ennis     | Napoli Basket | 30      | 565         | 18.8 |

Fonte:  Statistics, in LegaBasket.

#### Rimbalzi
|    | Giocatore      | Squadra        | Partite | Rimbalzi | RPG |
| -- | -------------- | -------------- | ------- | -------- | --- |
| 1. | Derek Ogbeide  | Pistoia Basket | 30      | 258      | 8.6 |
| 2. | Miro Bilan     | Brescia        | 30      | 244      | 8.1 |
| 3. | Skylar Spencer | Pall. Varese   | 19      | 154      | 8.1 |

Fonte:  Statistics, in LegaBasket.

#### Assist
|    | Giocatore         | Squadra       | Partite | Assist | APG |
| -- | ----------------- | ------------- | ------- | ------ | --- |
| 1. | Tyler Ennis       | Napoli Basket | 30      | 202    | 6.7 |
| 2. | Niccolò Mannion   | Pall. Varese  | 18      | 119    | 6.6 |
| 3. | Andrea Cinciarini | V.L. Pesaro   | 19      | 122    | 6.4 |

Fonte:  Statistics, in LegaBasket.

#### Altre statistiche
| Categoria        | Giocatore       | Squadra          | Partite | Media |
| ---------------- | --------------- | ---------------- | ------- | ----- |
| Palle recuperate | Brianté Weber   | Pall. Reggiana   | 29      | 2.1   |
| Stoppate         | Pauly Paulicap  | Universo Treviso | 30      | 1.5   |
| Palle perse      | Charlie Moore   | Pistoia Basket   | 30      | 3.5   |
| Falli subiti     | Niccolò Mannion | Pall. Varese     | 18      | 6.2   |
| Plus-Minus       | Jordan Mickey   | Virtus Bologna   | 19      | +10.2 |
| % tiri liberi    | Davide Denegri  | Vanoli Cremona   | 27      | 92.5% |
| % tiro da due    | Tariq Owens     | Napoli Basket    | 30      | 69.1% |
| % tiro da tre    | Nate Laszewski  | N.B. Brindisi    | 30      | 46.4% |

### Migliori prestazioni individuali
| Categoria              | Giocatore              | Squadra        | Statistica | Avversario                     |
| ---------------------- | ---------------------- | -------------- | ---------- | ------------------------------ |
| Valutazione            | Miro Bilan             | Brescia        | 42         | Pall. Varese (30 mar. 2024)    |
| Punti                  | Langston Galloway      | Pall. Reggiana | 38         | Pall. Varese (17 mar. 2024)    |
| Rimbalzi               | Skylar Spencer         | Pall. Varese   | 23         | Pistoia Basket (5 mag. 2024)   |
| Assist                 | Alessandro Cappelletti | Dinamo Sassari | 15         | Pall. Reggiana (5 mag. 2024)   |
| Assist                 | Tyler Ennis            | Napoli Basket  | 15         | Reyer Venezia (7 gen. 2024)    |
| Palle recuperate       | Davide Alviti          | Aquila Trento  | 6          | Vanoli Cremona (30 set. 2023)  |
| Palle recuperate       | Ryan Hawkins           | Pistoia Basket | 6          | Aquila Trento (8 ott. 2023)    |
| Stoppate               | Stéphane Gombauld      | Dinamo Sassari | 6          | Scafati Basket (25 nov. 2023)  |
| Falli subiti           | Niccolò Mannion        | Pall. Varese   | 12         | Brescia (30 mar. 2024)         |
| Tiri liberi realizzati | Markel Brown           | Napoli Basket  | 16         | Universo Treviso (3 mar. 2024) |
| Tiri da 2 realizzati   | Tariq Owens            | Napoli Basket  | 10         | Pall. Varese (7 apr. 2024)     |
| Tiri da 2 realizzati   | Kruize Pinkins         | Scafati Basket | 10         | V.L. Pesaro (22 ott. 2023)     |
| Tiri da 3 realizzati   | Langston Galloway      | Pall. Reggiana | 8          | Pall. Varese (17 mar. 2024)    |

Fonte:  Statistics, su legabasket.it.

### Statistiche di squadra
| Categoria        | Squadra         | Media |
| ---------------- | --------------- | ----- |
| Punti            | Virtus Bologna  | 88.9  |
| Punti subiti     | Olimpia Milano  | 74.5  |
| Rimbalzi         | Reyer Venezia   | 38.4  |
| Assist           | Virtus Bologna  | 22    |
| Palle recuperate | Pall. Reggiana  | 7.6   |
| Stoppate         | Derthona Basket | 3.4   |
| Palle perse      | Brescia         | 11    |
| % tiri liberi    | N.B. Brindisi   | 79.2% |
| % tiro da due    | Virtus Bologna  | 59%   |
| % tiro da tre    | Pistoia Basket  | 38.5% |

Fonte:  Statistics, su legabasket.it.

## Premi

### Stagione Regolare

#### Miglior giocatore della giornata
| Giornata | Giocatore           | Squadra         | VAL | Note   |
| -------- | ------------------- | --------------- | --- | ------ |
| 1        | Willie Cauley-Stein | Pall. Varese    | 27  | [ 15 ] |
| 2        | Tariq Owens         | Napoli Basket   | 31  | [ 16 ] |
| 3        | David Logan         | Scafati Basket  | 23  | [ 17 ] |
| 4        | Tornik'e Shengelia  | Virtus Bologna  | 27  | [ 18 ] |
| 5        | Langston Galloway   | Pall. Reggiana  | 27  | [ 19 ] |
| 6        | Andrejs Gražulis    | Aquila Trento   | 26  | [ 20 ] |
| 7        | Jacob Pullen        | Napoli Basket   | 34  | [ 21 ] |
| 8        | Olivier Hanlan      | Pall. Varese    | 27  | [ 22 ] |
| 9        | Tomislav Zubčić     | Napoli Basket   | 34  | [ 23 ] |
| 10       | Kevin Hervey        | Pall. Reggiana  | 39  | [ 24 ] |
| 11       | Payton Willis       | Pistoia Basket  | 38  | [ 25 ] |
| 12       | Shavon Shields      | Olimpia Milano  | 30  | [ 26 ] |
| 13       | Niccolò Mannion     | Pall. Varese    | 20  | [ 27 ] |
| 14       | Olivier Hanlan      | Pall. Varese    | 33  | [ 28 ] |
| 15       | Michał Sokołowski   | Napoli Basket   | 21  | [ 29 ] |
| 16       | Nicolò Melli        | Olimpia Milano  | 36  | [ 30 ] |
| 17       | Kyle Weems          | Derthona Basket | 18  | [ 31 ] |
| 18       | Niccolò Mannion     | Pall. Varese    | 33  | [ 32 ] |
| 19       | Shavon Shields      | Olimpia Milano  | 10  | [ 33 ] |
| 20       | Rayjon Tucker       | Reyer Venezia   | 24  | [ 34 ] |
| 21       | Markel Brown        | Napoli Basket   | 39  | [ 35 ] |
| 22       | Amedeo Della Valle  | Brescia         | 33  | [ 36 ] |
| 23       | Ousmane Diop        | Dinamo Sassari  | 36  | [ 37 ] |
| 24       | Marco Belinelli     | Virtus Bologna  | 21  | [ 38 ] |
| 25       | Ryan Hawkins        | Pistoia Basket  | 29  | [ 39 ] |
| 26       | Daniel Hackett      | Virtus Bologna  | 18  | [ 40 ] |
| 27       | Jamar Smith         | Pall. Reggiana  | 25  | [ 41 ] |
| 28       | Niccolò Mannion     | Pall. Varese    | 34  | [ 42 ] |
| 29       | Andrea Cinciarini   | V.L. Pesaro     | 30  | [ 43 ] |
| 30       | Nikola Mirotic      | Olimpia Milano  | 27  | [ 44 ] |

#### The Best Ita
| Giornata | Giocatore           | Squadra        | VAL | Note   |
| -------- | ------------------- | -------------- | --- | ------ |
| 1        | Davide Moretti      | Pall. Varese   | 18  | [ 45 ] |
| 2        | Marco Belinelli     | Virtus Bologna | 24  | [ 46 ] |
| 3        | Stefano Tonut       | Olimpia Milano | 25  | [ 47 ] |
| 4        | Nicolò Melli        | Olimpia Milano | 17  | [ 48 ] |
| 5        | Alessandro Pajola   | Virtus Bologna | 21  | [ 49 ] |
| 6        | Davide Moretti      | Pall. Varese   | 25  | [ 50 ] |
| 7        | Alessandro Gentile  | Scafati Basket | 17  | [ 51 ] |
| 8        | Davide Moretti      | Pall. Varese   | 29  | [ 52 ] |
| 9        | Amedeo Della Valle  | Brescia        | 18  | [ 53 ] |
| 10       | Gianluca Della Rosa | Pistoia Basket | 10  | [ 54 ] |
| 11       | Nicolò Melli        | Olimpia Milano | 13  | [ 55 ] |
| 12       | Riccardo Visconti   | V.L. Pesaro    | 15  | [ 56 ] |
| 13       | Niccolò Mannion     | Pall. Varese   | 20  | [ 27 ] |
| 14       | Achille Polonara    | Virtus Bologna | 23  | [ 57 ] |
| 15       | Niccolò Mannion     | Pall. Varese   | 24  | [ 58 ] |
| 16       | Nicolò Melli        | Olimpia Milano | 36  | [ 30 ] |
| 17       | Marco Belinelli     | Virtus Bologna | 16  | [ 59 ] |
| 18       | Niccolò Mannion     | Pall. Varese   | 33  | [ 32 ] |
| 19       | Alessandro Gentile  | Scafati Basket | 21  | [ 60 ] |
| 20       | Marco Belinelli     | Virtus Bologna | 22  | [ 61 ] |
| 21       | Giampaolo Ricci     | Olimpia Milano | 22  | [ 62 ] |
| 22       | Amedeo Della Valle  | Brescia        | 33  | [ 36 ] |
| 23       | Andrea Cinciarini   | V.L. Pesaro    | 25  | [ 63 ] |
| 24       | Marco Belinelli     | Virtus Bologna | 21  | [ 38 ] |
| 25       | Niccolò Mannion     | Pall. Varese   | 39  | [ 64 ] |
| 26       | Daniel Hackett      | Virtus Bologna | 18  | [ 40 ] |
| 27       | Marco Belinelli     | Virtus Bologna | 22  | [ 65 ] |
| 28       | Niccolò Mannion     | Pall. Varese   | 34  | [ 42 ] |
| 29       | Andrea Cinciarini   | V.L. Pesaro    | 30  | [ 43 ] |
| 30       | Marco Belinelli     | Virtus Bologna | 27  | [ 66 ] |

#### LBA Awards
| Premio                   | Giocatore        | Squadra        | Fonte  |
| ------------------------ | ---------------- | -------------- | ------ |
| MVP                      | Marco Belinelli  | Virtus Bologna | [ 67 ] |
| Miglior Italiano         | Niccolò Mannion  | Pall. Varese   | [ 68 ] |
| Miglior Under-22         | Mouhamed Faye    | Pall. Reggiana | [ 69 ] |
| Miglior Difensore        | John Petrucelli  | Brescia        | [ 70 ] |
| Miglior Sesto Uomo       | C.J. Massinburg  | Brescia        | [ 71 ] |
| Giocatore più migliorato | C.J. Massinburg  | Brescia        | [ 72 ] |
| Top Scorer               | Charlie Moore    | Pistoia Basket | [ 73 ] |
| Miglior allenatore       | Nicola Brienza   | Pistoia Basket | [ 74 ] |
| Migliore dirigente       | Massimo Capecchi | Pistoia Basket | [ 75 ] |

| Miglior Quintetto stagione regolare | Miglior Quintetto stagione regolare |
| ----------------------------------- | ----------------------------------- |
| Payton Willis                       | Pistoia Basket                      |
| Rayjon Tucker                       | Reyer Venezia                       |
| Marco Belinelli                     | Virtus Bologna                      |
| Tornik'e Shengelia                  | Virtus Bologna                      |
| Miro Bilan                          | Brescia                             |

Fonte:  LBA AWARDS 2024 - PAYTON WILLIS, RAYJON TUCKER, MARCO BELINELLI, TORNIK'E SHENGELIA E MIRO BILAN COMPONGONO IL DREAM TEAM OF THE YEAR - UMANA, in legabasket.it, 15 maggio 2024.